# Svájc a 2022. évi téli olimpiai játékokon
Svájc a kínai Pekingben megrendezett 2022. évi téli olimpiai játékok egyik részt vevő nemzete volt. Az országot az olimpián 13 sportágban 167 sportoló képviselte, akik összesen 15 érmet szereztek.

## Érmesek
| Érem  | Versenyző        | Sportág      | Versenyszám                |
| ----- | ---------------- | ------------ | -------------------------- |
| Arany | Beat Feuz        | Alpesisí     | Férfi lesiklás             |
| Arany | Marco Odermatt   | Alpesisí     | Férfi óriás-műlesiklás     |
| Arany | Corinne Suter    | Alpesisí     | Női lesiklás               |
| Arany | Lara Gut-Behrami | Alpesisí     | Női szuperóriás-műlesiklás |
| Arany | Michelle Gisin   | Alpesisí     | Női összetett              |
| Arany | Ryan Regez       | Síakrobatika | Férfi síkrossz             |
| Arany | Mathilde Gremaud | Síakrobatika | Női slopestyle             |
| Ezüst | Wendy Holdener   | Alpesisí     | Női összetett              |
| Ezüst | Alex Fiva        | Síakrobatika | Férfi síkrossz             |
| Bronz | Wendy Holdener   | Alpesisí     | Női műlesiklás             |
| Bronz | Lara Gut-Behrami | Alpesisí     | Női óriás-műlesiklás       |
| Bronz | Michelle Gisin   | Alpesisí     | Női szuperóriás-műlesiklás |
| Bronz | Mathilde Gremaud | Síakrobatika | Női big air                |
| Bronz | Fanny Smith      | Síakrobatika | Női síkrossz               |
| Bronz | Jan Scherrer     | Snowboard    | Férfi halfpipe             |

## Alpesisí
Férfi
| Versenyző        | Versenyszám            | 1. futam      | 1. futam      | 2. futam | 2. futam | Összesítés    | Összesítés               |
| Versenyző        | Versenyszám            | Idő           | Hely.         | Idő      | Hely.    | Idő           | Helyezés                 |
| ---------------- | ---------------------- | ------------- | ------------- | -------- | -------- | ------------- | ------------------------ |
| Luca Aerni       | Műlesiklás             | 55,63         | 19.           | 50,20    | 3.       | 1:45,83       | 14.                      |
| Gino Caviezel    | Óriás-műlesiklás       | 1:03,90       | 10.           | 1:07,30  | 6.       | 2:11,20       | 7.                       |
| Gino Caviezel    | Szuperóriás-műlesiklás |               |               |          |          | 1:21,76       | 16.                      |
| Beat Feuz        | Lesiklás               |               |               |          |          | 1:42,69       | 1. helyezett, aranyérmes |
| Beat Feuz        | Szuperóriás-műlesiklás |               |               |          |          | nem ért célba | nem ért célba            |
| Niels Hintermann | Lesiklás               |               |               |          |          | 1:44,08       | 16.                      |
| Loïc Meillard    | Óriás-műlesiklás       | nem ért célba | nem ért célba | kiesett  | kiesett  | kiesett       | kiesett                  |
| Loïc Meillard    | Műlesiklás             | 54,22         | 4.            | 50,67    | 10.      | 1:44,89       | 5.                       |
| Justin Murisier  | Óriás-műlesiklás       | nem ért célba | nem ért célba | kiesett  | kiesett  | kiesett       | kiesett                  |
| Marco Odermatt   | Lesiklás               |               |               |          |          | 1:43:40       | 7.                       |
| Marco Odermatt   | Óriás-műlesiklás       | 1:02,93       | 1.            | 1:06,42  | 2.       | 2:09,35       | 1. helyezett, aranyérmes |
| Marco Odermatt   | Szuperóriás-műlesiklás |               |               |          |          | nem ért célba | nem ért célba            |
| Stefan Rogentin  | Lesiklás               |               |               |          |          | 1:44:95       | 25.                      |
| Stefan Rogentin  | Szuperóriás-műlesiklás |               |               |          |          | 1:21,57       | 14.                      |
| Daniel Yule      | Műlesiklás             | 55,06         | 13.           | 49,89    | 2.       | 1:44,95       | 6.                       |
| Ramon Zenhäusern | Műlesiklás             | 54,72         | 11.           | 50,75    | 11.      | 1:45,47       | 12.                      |

| Versenyző       | Versenyszám | Lesiklás      | Lesiklás      | Műlesiklás    | Műlesiklás    | Összesítés | Összesítés |
| Versenyző       | Versenyszám | Idő           | Hely.         | Idő           | Hely.         | Idő        | Helyezés   |
| --------------- | ----------- | ------------- | ------------- | ------------- | ------------- | ---------- | ---------- |
| Luca Aerni      | Összetett   | 1:47,03       | 20.           | nem ért célba | nem ért célba | kiesett    | kiesett    |
| Yannick Chabloz | Összetett   | nem ért célba | nem ért célba | kiesett       | kiesett       | kiesett    | kiesett    |
| Loïc Meillard   | Összetett   | 1:45,91       | 17.           | nem ért célba | nem ért célba | kiesett    | kiesett    |
| Justin Murisier | Összetett   | 1:44,14       | 6.            | 48,15         | 3.            | 2:32,29    | 4.         |

Női
| Versenyző        | Versenyszám            | 1. futam | 1. futam | 2. futam | 2. futam | Összesítés | Összesítés               |
| Versenyző        | Versenyszám            | Idő      | Hely.    | Idő      | Hely.    | Idő        | Helyezés                 |
| ---------------- | ---------------------- | -------- | -------- | -------- | -------- | ---------- | ------------------------ |
| Aline Danioth    | Műlesiklás             | 53,66    | 13.      | 52,98    | 8.       | 1:46,64    | 10.                      |
| Jasmine Flury    | Lesiklás               |          |          |          |          | 1:34,00    | 15.                      |
| Jasmine Flury    | Szuperóriás-műlesiklás |          |          |          |          | 1:14,43    | 12.                      |
| Michelle Gisin   | Óriás-műlesiklás       | 59,19    | 9.       | 58,36    | 9.       | 1:57,55    | 10.                      |
| Michelle Gisin   | Műlesiklás             | 52,20    | 2.       | 53,38    | 18.      | 1:45,58    | 6.                       |
| Michelle Gisin   | Szuperóriás-műlesiklás |          |          |          |          | 1:13,81    | 3. helyezett, bronzérmes |
| Lara Gut-Behrami | Lesiklás               |          |          |          |          | 1:34,03    | 16.                      |
| Lara Gut-Behrami | Óriás-műlesiklás       | 59,07    | 8.       | 57,34    | 1.       | 1:56,41    | 3. helyezett, bronzérmes |
| Lara Gut-Behrami | Szuperóriás-műlesiklás |          |          |          |          | 1:13,51    | 1. helyezett, aranyérmes |
| Joana Hählen     | Lesiklás               |          |          |          |          | 1:33,16    | 6.                       |
| Wendy Holdener   | Óriás-műlesiklás       | 59,21    | 10.      | 58,11    | 7.       | 1:57,32    | 9.                       |
| Wendy Holdener   | Műlesiklás             | 52,65    | 5.       | 52,45    | 4.       | 1:45,10    | 3. helyezett, bronzérmes |
| Camille Rast     | Óriás-műlesiklás       | 59,29    | 12.      | 59,14    | 20.      | 1:58,43    | 16.                      |
| Camille Rast     | Műlesiklás             | 53,35    | 9.       | 52,40    | 3.       | 1:45,75    | 7.                       |
| Corinne Suter    | Lesiklás               |          |          |          |          | 1:31,87    | 1. helyezett, aranyérmes |
| Corinne Suter    | Szuperóriás-műlesiklás |          |          |          |          | 1:14,49    | 13.                      |

| Versenyző      | Versenyszám | Lesiklás | Lesiklás | Műlesiklás    | Műlesiklás    | Összesítés | Összesítés               |
| Versenyző      | Versenyszám | Idő      | Hely.    | Idő           | Hely.         | Idő        | Helyezés                 |
| -------------- | ----------- | -------- | -------- | ------------- | ------------- | ---------- | ------------------------ |
| Michelle Gisin | Összetett   | 1:33,42  | 12.      | 52,25         | 1.            | 2:25,67    | 1. helyezett, aranyérmes |
| Wendy Holdener | Összetett   | 1:33,41  | 11.      | 53,31         | 3.            | 2:26,72    | 2. helyezett, ezüstérmes |
| Priska Nufer   | Összetett   | 1:33,15  | 10.      | nem ért célba | nem ért célba | kiesett    | kiesett                  |

Vegyes
| Versenyző                                                                    | Versenyszám | Nyolcaddöntő        | Negyeddöntő                | Elődöntő          | Döntő             | Helyezés |
| Versenyző                                                                    | Versenyszám | Ellenfél Eredmény   | Ellenfél Eredmény          | Ellenfél Eredmény | Ellenfél Eredmény | Helyezés |
| ---------------------------------------------------------------------------- | ----------- | ------------------- | -------------------------- | ----------------- | ----------------- | -------- |
| Andrea Ellenberger Wendy Holdener Camille Rast Gino Caviezel Justin Murisier | Vegyes      | Kína (CHN) · Gy 4–0 | Németország (GER) · V 2–2* | kiesett           | kiesett           | 6.       |

## Biatlon
Férfi
| Versenyző                                                         | Versenyszám            | Időeredmény | Lövőhiba    | Helyezés      |
| ----------------------------------------------------------------- | ---------------------- | ----------- | ----------- | ------------- |
| Joscha Burkhalter                                                 | 20 km egyéni indításos | 52:12,4     | 2 (0+2+0+0) | 22.           |
| Joscha Burkhalter                                                 | 10 km sprint           | 26:28,3     | 2 (1+1)     | 45.           |
| Joscha Burkhalter                                                 | 12,5 km üldözőverseny  | lekörözték  | 9 (1+4+4+)  | nem ért célba |
| Niklas Hartweg                                                    | 20 km egyéni indításos | 55:19,7     | 4 (0+2+0+2) | 56.           |
| Niklas Hartweg                                                    | 10 km sprint           | 26:05,7     | 2 (1+1)     | 37.           |
| Niklas Hartweg                                                    | 12,5 km üldözőverseny  | 44:34,7     | 5 (1+3+0+1) | 38.           |
| Sebastian Stalder                                                 | 20 km egyéni indításos | 55:12,6     | 3 (0+1+1+1) | 53.           |
| Sebastian Stalder                                                 | 10 km sprint           | 25:48,3     | 0 (0+0)     | 27.           |
| Sebastian Stalder                                                 | 12,5 km üldözőverseny  | 44:10,7     | 4 (1+0+2+1) | 27.           |
| Benjamin Weger                                                    | 20 km egyéni indításos | 52:06,9     | 2 (0+0+1+1) | 19.           |
| Benjamin Weger                                                    | 10 km sprint           | 26:39,6     | 1 (0+1)     | 53.           |
| Benjamin Weger                                                    | 12,5 km üldözőverseny  | nem indult  | nem indult  | nem indult    |
| Sebastian Stalder Benjamin Weger Niklas Hartweg Joscha Burkhalter | 4 × 7,5 km váltó       | 1:24:12,3   | 1+8         | 12.           |

Női
| Versenyző                                              | Versenyszám            | Időeredmény   | Lövőhiba      | Helyezés      |
| ------------------------------------------------------ | ---------------------- | ------------- | ------------- | ------------- |
| Amy Baserga                                            | 15 km egyéni indításos | 52:25,1       | 5 (2+2+1+0)   | 69.           |
| Amy Baserga                                            | 7,5 km sprint          | 23:24,2       | 2 (2+0)       | 54.           |
| Amy Baserga                                            | 10 km üldözőverseny    | 40:18,0       | 3 (1+0+1+1)   | 39.           |
| Selina Gasparin                                        | 15 km egyéni indításos | 51:43,8       | 7 (1+2+2+2)   | 62.           |
| Lena Häcki                                             | 15 km egyéni indításos | 48:03,3       | 4 (0+2+1+1)   | 24.           |
| Lena Häcki                                             | 12,5 km tömegrajtos    | 43:14,2       | 9 (0+3+3+3)   | 16.           |
| Lena Häcki                                             | 7,5 km sprint          | 22:30,3       | 2 (1+1)       | 23.           |
| Lena Häcki                                             | 10 km üldözőverseny    | 38:27,5       | 4 (2+0+1+1)   | 24.           |
| Amy Baserga Irene Cadurisch Selina Gasparin Lena Häcki | 4 × 6 km váltó         | nem ért célba | nem ért célba | nem ért célba |

Vegyes
| Versenyző                                               | Versenyszám  | Időeredmény | Lövőhiba | Helyezés |
| ------------------------------------------------------- | ------------ | ----------- | -------- | -------- |
| Amy Baserga Lena Häcki Sebastian Stalder Benjamin Weger | Vegyes váltó | 1:09:06,0   | 2+11     | 8.       |

## Bob
Férfi
| Versenyző                                               | Versenyszám | 1. futam | 1. futam | 2. futam | 2. futam | 3. futam | 3. futam | 4. futam | 4. futam | Összesítés | Összesítés |
| Versenyző                                               | Versenyszám | Idő      | Hely.    | Idő      | Hely.    | Idő      | Hely.    | Idő      | Hely.    | Idő        | Helyezés   |
| ------------------------------------------------------- | ----------- | -------- | -------- | -------- | -------- | -------- | -------- | -------- | -------- | ---------- | ---------- |
| Simon Friedli Andreas Haas                              | Kettes      | 59,97    | 17.      | 1:00,37  | 20.      | 1:00,47  | 23.      | 1:00,34  | 17.      | 4:01,15    | 18.        |
| Michael Vogt Sandro Michel                              | Kettes      | 59,57    | 7.       | 59,90    | 3.       | 59,59    | 5.       | 59,77    | 4.       | 3:58,83    | 4.         |
| Michael Vogt Luca Rolli Cyril Bieri Sandro Michel       | Négyes      | 59,23    | 13.      | 59,22    | 7.       | 59,18    | 12.      | 59,44    | 9.       | 3:57,07    | 11.        |
| Simon Friedli Adrian Fassler Fabio Badraun Andreas Haas | Négyes      | 59,71    | 23.      | 1:00,01  | 23.      | 59,57    | 20.      | kiesett  | kiesett  | 2:59,29    | 24.        |

Női
| Versenyző                       | Versenyszám | 1. futam | 1. futam | 2. futam | 2. futam | 3. futam | 3. futam | 4. futam | 4. futam | Összesítés | Összesítés |
| Versenyző                       | Versenyszám | Idő      | Hely.    | Idő      | Hely.    | Idő      | Hely.    | Idő      | Hely.    | Idő        | Helyezés   |
| ------------------------------- | ----------- | -------- | -------- | -------- | -------- | -------- | -------- | -------- | -------- | ---------- | ---------- |
| Melanie Hasler                  | Mono        | 1:05,18  | 6.       | 1:05,86  | 11.      | 1:06,21  | 13.      | 1:05,56  | 6.       | 4:22,81    | 7.         |
| Martina Fontanive Irina Strebel | Kettes      | 1:02,48  | 20.      | 1:02,35  | 18.      | 1:02,35  | 19.      | 1:02,41  | 17.      | 4:09,59    | 20.        |
| Melanie Hasler Nadja Pasternack | Kettes      | 1:01,65  | 7.       | 1:01,85  | 6.       | 1:01,77  | 7.       | 1:01,56  | 3.       | 4:06,83    | 6.         |

* – a bob vezetője

## Curling

### Férfi
- Benoît Schwarz
- Sven Michel
- Peter de Cruz
- Valentin Tanner
- Pablo Lachat

Csoportkör
| Nemzet                                 | Skip            | Gy | V | Gy–V     | P+ | P- | Gy end | V end | Üres endek | Rabolt endek | Lökés % | DSC   |
| -------------------------------------- | --------------- | -- | - | -------- | -- | -- | ------ | ----- | ---------- | ------------ | ------- | ----- |
| Nagy-Britannia                         | Bruce Mouat     | 8  | 1 | –        | 63 | 44 | 39     | 31    | 5          | 10           | 88%     | 18,81 |
| Svédország                             | Niklas Edin     | 7  | 2 | –        | 64 | 44 | 43     | 30    | 10         | 11           | 86%     | 14,02 |
| Kanada                                 | Brad Gushue     | 5  | 4 | 1–0      | 58 | 50 | 34     | 38    | 7          | 7            | 84%     | 26,49 |
| Egyesült Államok                       | John Shuster    | 5  | 4 | 0–1      | 56 | 61 | 35     | 41    | 4          | 5            | 83%     | 32,29 |
| Kína                                   | Ma Xiuyue       | 4  | 5 | 2–1; 1–0 | 59 | 62 | 39     | 36    | 6          | 4            | 85%     | 23,55 |
| Norvégia                               | Steffen Walstad | 4  | 5 | 2–1; 0–1 | 58 | 53 | 40     | 36    | 0          | 11           | 84%     | 20,96 |
| Svájc                                  | Peter de Cruz   | 4  | 5 | 1–2; 1–0 | 51 | 54 | 33     | 38    | 13         | 3            | 84%     | 15,74 |
| Az Orosz Olimpiai Bizottság versenyzői | Szergej Gluhov  | 4  | 5 | 1–2; 0–1 | 58 | 58 | 33     | 38    | 6          | 6            | 81%     | 33,72 |
| Olaszország                            | Joël Retornaz   | 3  | 6 | –        | 59 | 65 | 36     | 35    | 3          | 8            | 82%     | 30,76 |
| Dánia                                  | Mikkel Krause   | 1  | 8 | –        | 36 | 71 | 30     | 39    | 3          | 2            | 78%     | 32,84 |

1. forduló, február 9., 20:05 (13:05)
| Sheet C            | 1 | 2 | 3 | 4 | 5 | 6 | 7 | 8 | 9 | 10 | VE |
| Norvégia (Walstad) | 0 | 1 | 1 | 0 | 1 | 1 | 0 | 0 | 2 | 1  | 7  |
| Svájc (de Cruz)    | 1 | 0 | 0 | 1 | 0 | 0 | 0 | 2 | 0 | 0  | 4  |

3. forduló, február 11., 9:05 (2:05)
| Sheet A                                         | 1 | 2 | 3 | 4 | 5 | 6 | 7 | 8 | 9 | 10 | VE |
| Svájc (de Cruz)                                 | 0 | 0 | 3 | 0 | 0 | 0 | 0 | 3 | 0 | X  | 6  |
| Az Orosz Olimpiai Bizottság versenyzői (Gluhov) | 0 | 0 | 0 | 2 | 1 | 0 | 0 | 0 | 0 | X  | 3  |

4. forduló, február 11., 20:05 (13:05)
| Sheet D         | 1 | 2 | 3 | 4 | 5 | 6 | 7 | 8 | 9 | 10 | VE |
| Kanada (Gushue) | 0 | 0 | 1 | 0 | 0 | 2 | 0 | 0 | 0 | X  | 3  |
| Svájc (de Cruz) | 1 | 1 | 0 | 0 | 1 | 0 | 0 | 1 | 1 | X  | 5  |

5. forduló, február 12., 14:05 (7:05)
| Sheet C         | 1 | 2 | 3 | 4 | 5 | 6 | 7 | 8 | 9 | 10 | VE |
| Dánia (Krause)  | 0 | 1 | 0 | 2 | 0 | 1 | 0 | 0 | 2 | 0  | 6  |
| Svájc (de Cruz) | 2 | 0 | 2 | 0 | 2 | 0 | 0 | 1 | 0 | 1  | 8  |

7. forduló, február 13., 20:05 (13:05)
| Sheet B                | 1 | 2 | 3 | 4 | 5 | 6 | 7 | 8 | 9 | 10 | VE |
| Svájc (de Cruz)        | 1 | 0 | 1 | 0 | 2 | 0 | 0 | 0 | 0 | X  | 4  |
| Olaszország (Retornaz) | 0 | 1 | 0 | 1 | 0 | 3 | 0 | 1 | 2 | X  | 8  |

8. forduló, február 14., 14:05 (7:05)
| Sheet D                | 1 | 2 | 3 | 4 | 5 | 6 | 7 | 8 | 9 | 10 | VE |
| Svájc (de Cruz)        | 0 | 0 | 1 | 0 | 1 | 1 | 0 | 0 | 2 | 0  | 5  |
| Nagy-Britannia (Mouat) | 0 | 1 | 0 | 2 | 0 | 0 | 1 | 1 | 0 | 1  | 6  |

9. forduló, február 15., 9:05 (2:05)
| Sheet C                    | 1 | 2 | 3 | 4 | 5 | 6 | 7 | 8 | 9 | 10 | VE |
| Svájc (de Cruz)            | 1 | 0 | 0 | 1 | 0 | 2 | 0 | 0 | 0 | X  | 4  |
| Egyesült Államok (Shuster) | 0 | 2 | 0 | 0 | 1 | 0 | 2 | 1 | 1 | X  | 7  |

11. forduló, február 16., 14:05 (7:05)
| Sheet A         | 1 | 2 | 3 | 4 | 5 | 6 | 7 | 8 | 9 | 10 | VE |
| Kína (Ma)       | 0 | 0 | 1 | 0 | 2 | 0 | 0 | 1 | 0 | 2  | 6  |
| Svájc (de Cruz) | 0 | 2 | 0 | 1 | 0 | 0 | 1 | 0 | 1 | 0  | 5  |

12. forduló, február 17., 9:05 (2:05)
| Sheet B           | 1 | 2 | 3 | 4 | 5 | 6 | 7 | 8 | 9 | 10 | VE |
| Svédország (Edin) | 3 | 0 | 0 | 2 | 0 | 1 | 1 | 0 | 1 | 0  | 8  |
| Svájc (de Cruz)   | 0 | 0 | 2 | 0 | 3 | 0 | 0 | 2 | 0 | 3  | 10 |

### Női
- Alina Pätz
- Silvana Tirinzoni
- Esther Neuenschwander
- Melanie Barbezat
- Carole Howald

Csoportkör
| Nemzet                                 | Skip              | Gy | V | Gy–V | P+ | P- | Gy end | V end | Üres endek | Rabolt endek | Lökés % | DSC   |
| -------------------------------------- | ----------------- | -- | - | ---- | -- | -- | ------ | ----- | ---------- | ------------ | ------- | ----- |
| Svájc                                  | Silvana Tirinzoni | 8  | 1 | –    | 67 | 46 | 44     | 36    | 4          | 12           | 81,6%   | 19,14 |
| Svédország                             | Anna Hasselborg   | 7  | 2 | –    | 64 | 49 | 39     | 35    | 6          | 12           | 82,0%   | 25,02 |
| Nagy-Britannia                         | Eve Muirhead      | 5  | 4 | 1–1  | 63 | 47 | 39     | 33    | 4          | 9            | 80,6%   | 35,27 |
| Japán                                  | Satsuki Fujisawa  | 5  | 4 | 1–1  | 64 | 62 | 40     | 36    | 2          | 13           | 82,3%   | 36,00 |
| Kanada                                 | Jennifer Jones    | 5  | 4 | 1–1  | 71 | 59 | 42     | 41    | 1          | 14           | 80,4%   | 45,44 |
| Egyesült Államok                       | Tabitha Peterson  | 4  | 5 | 2–0  | 60 | 64 | 40     | 39    | 2          | 12           | 79,5%   | 33,87 |
| Kína                                   | Han Yu            | 4  | 5 | 1–1  | 56 | 67 | 38     | 41    | 3          | 10           | 79,6%   | 30,06 |
| Dél-Korea                              | Kim Eun-jung      | 4  | 5 | 0–2  | 62 | 66 | 40     | 42    | 3          | 10           | 80,8%   | 27,79 |
| Dánia                                  | Madeleine Dupont  | 2  | 7 | –    | 50 | 68 | 33     | 41    | 7          | 0            | 77,2%   | 23,36 |
| Az Orosz Olimpiai Bizottság versenyzői | Alina Kovaljova   | 1  | 8 | –    | 50 | 79 | 34     | 45    | 2          | 7            | 78,9%   | 29,34 |

1. forduló, február 10., 9:05 (2:05)
| Sheet A                   | 1 | 2 | 3 | 4 | 5 | 6 | 7 | 8 | 9 | 10 | 11 | VE |
| Nagy-Britannia (Muirhead) | 0 | 0 | 1 | 0 | 0 | 2 | 1 | 0 | 1 | 0  | 0  | 5  |
| Svájc (Tirinzoni)         | 0 | 1 | 0 | 1 | 0 | 0 | 0 | 2 | 0 | 1  | 1  | 6  |

2. forduló, február 10., 20:05 (13:05)
| Sheet D           | 1 | 2 | 3 | 4 | 5 | 6 | 7 | 8 | 9 | 10 | VE |
| Kína (Han)        | 0 | 1 | 0 | 1 | 0 | 1 | 0 | 2 | 0 | 0  | 5  |
| Svájc (Tirinzoni) | 1 | 0 | 1 | 0 | 1 | 0 | 2 | 0 | 1 | 1  | 7  |

3. forduló, február 11., 14:05 (7:05)
| Sheet C                                            | 1 | 2 | 3 | 4 | 5 | 6 | 7 | 8 | 9 | 10 | VE |
| Svájc (Tirinzoni)                                  | 2 | 0 | 0 | 1 | 0 | 0 | 2 | 3 | 0 | 0  | 8  |
| Az Orosz Olimpiai Bizottság versenyzői (Kovaljova) | 0 | 0 | 1 | 0 | 1 | 2 | 0 | 0 | 2 | 1  | 7  |

5. forduló, február 12., 20:05 (13:05)
| Sheet B           | 1 | 2 | 3 | 4 | 5 | 6 | 7 | 8 | 9 | 10 | VE |
| Dánia (Dupont)    | 0 | 0 | 1 | 0 | 0 | 0 | 3 | 0 | 1 | 0  | 5  |
| Svájc (Tirinzoni) | 1 | 0 | 0 | 1 | 0 | 1 | 0 | 3 | 0 | 2  | 8  |

6. forduló, február 13., 14:05 (7:05)
| Sheet D           | 1 | 2 | 3 | 4 | 5 | 6 | 7 | 8 | 9 | 10 | VE |
| Svájc (Tirinzoni) | 1 | 1 | 0 | 1 | 0 | 0 | 1 | 2 | 2 | X  | 8  |
| Kanada (Jones)    | 0 | 0 | 1 | 0 | 2 | 1 | 0 | 0 | 0 | X  | 4  |

8. forduló, február 14., 20:05 (13:05)
| Sheet A                 | 1 | 2 | 3 | 4 | 5 | 6 | 7 | 8 | 9 | 10 | 11 | VE |
| Svájc (Tirinzoni)       | 1 | 0 | 0 | 1 | 0 | 0 | 0 | 2 | 0 | 1  | 0  | 5  |
| Svédország (Hasselborg) | 0 | 0 | 1 | 0 | 1 | 1 | 1 | 0 | 1 | 0  | 1  | 6  |

9. forduló, február 15., 14:05 (7:05)
| Sheet C                     | 1 | 2 | 3 | 4 | 5 | 6 | 7 | 8 | 9 | 10 | VE |
| Egyesült Államok (Peterson) | 1 | 0 | 1 | 1 | 0 | 1 | 0 | 2 | 0 | 0  | 6  |
| Svájc (Tirinzoni)           | 0 | 2 | 0 | 0 | 1 | 0 | 1 | 0 | 4 | 1  | 9  |

10. forduló, február 16., 9:05 (2:05)
| Sheet B           | 1 | 2 | 3 | 4 | 5 | 6 | 7 | 8 | 9 | 10 | VE |
| Svájc (Tirinzoni) | 0 | 0 | 1 | 0 | 3 | 0 | 0 | 0 | 2 | 2  | 8  |
| Dél-Korea (Kim)   | 0 | 1 | 0 | 1 | 0 | 1 | 1 | 0 | 0 | 0  | 4  |

12. forduló, február 17., 14:05 (7:05)
| Sheet A             | 1 | 2 | 3 | 4 | 5 | 6 | 7 | 8 | 9 | 10 | VE |
| Japán (Fudzsiszava) | 0 | 2 | 0 | 0 | 0 | 0 | 2 | 0 | 0 | X  | 4  |
| Svájc (Tirinzoni)   | 1 | 0 | 1 | 1 | 2 | 0 | 0 | 0 | 3 | X  | 8  |

### Vegyes páros
- Jenny Perret
- Martin Rios

Csoportkör
| Nemzet                 | Név                                   | Gy | V | Gy–V | P+ | P- | Gy end | V end | Üres endek | Rabolt endek | Lökés % | DSC   |
| ---------------------- | ------------------------------------- | -- | - | ---- | -- | -- | ------ | ----- | ---------- | ------------ | ------- | ----- |
| Olaszország (ITA)      | Stefania Constantini / Amos Mosaner   | 9  | 0 | –    | 79 | 48 | 43     | 28    | 0          | 17           | 79%     | 25,34 |
| Norvégia (NOR)         | Kristin Skaslien / Magnus Nedregotten | 6  | 3 | 1–0  | 68 | 50 | 40     | 28    | 0          | 15           | 82%     | 24,48 |
| Nagy-Britannia (GBR)   | Jennifer Dodds / Bruce Mouat          | 6  | 3 | 0–1  | 60 | 50 | 38     | 33    | 0          | 12           | 79%     | 22,48 |
| Svédország (SWE)       | Almida de Val / Oskar Eriksson        | 5  | 4 | 1–0  | 55 | 54 | 35     | 33    | 0          | 10           | 76%     | 21,77 |
| Kanada (CAN)           | Rachel Homan / John Morris            | 5  | 4 | 0–1  | 57 | 54 | 33     | 39    | 0          | 8            | 78%     | 53,73 |
| Csehország (CZE)       | Zuzana Paulová / Tomáš Paul           | 4  | 5 | –    | 50 | 65 | 29     | 39    | 1          | 7            | 75%     | 33,41 |
| Svájc (SUI)            | Jenny Perret / Martin Rios            | 3  | 6 | 1–0  | 55 | 58 | 32     | 39    | 0          | 6            | 73%     | 39,04 |
| Egyesült Államok (USA) | Vicky Persinger / Chris Plys          | 3  | 6 | 0–1  | 50 | 67 | 34     | 36    | 0          | 9            | 74%     | 27,29 |
| Kína (CHN)             | Fan Suyuan / Ling Zhi                 | 2  | 7 | 1–0  | 51 | 64 | 34     | 36    | 0          | 7            | 74%     | 17,81 |
| Ausztrália (AUS)       | Tahli Gill / Dean Hewitt              | 2  | 7 | 0–1  | 52 | 67 | 31     | 38    | 1          | 8            | 72%     | 50,51 |

1. forduló, február 2., 20:05 (13:05)
| Sheet D            | Sheet D               | 1 | 2 | 3 | 4 | 5 | 6 | 7 | 8 | 9 | VE |
| 1. end utolsó köve | Kína (Fan / Ling)     | 1 | 1 | 1 | 0 | 1 | 0 | 2 | 0 | 1 | 7  |
|                    | Svájc (Perret / Rios) | 0 | 0 | 0 | 2 | 0 | 3 | 0 | 1 | 0 | 6  |

3. forduló, február 3., 14:05 (7:05)
| Sheet A            | Sheet A                             | 1 | 2 | 3 | 4 | 5 | 6 | 7 | 8 | 9 | VE |
|                    | Olaszország (Constantini / Mosaner) | 0 | 3 | 0 | 1 | 1 | 0 | 2 | 0 | 1 | 8  |
| 1. end utolsó köve | Svájc (Perret / Rios)               | 1 | 0 | 2 | 0 | 0 | 3 | 0 | 1 | 0 | 7  |

4. forduló, február 3., 20:05 (13:05)
| Sheet B            | Sheet B                        | 1 | 2 | 3 | 4 | 5 | 6 | 7 | 8 | VE |
|                    | Svájc (Perret / Rios)          | 0 | 3 | 0 | 3 | 0 | 1 | 0 | 1 | 8  |
| 1. end utolsó köve | Nagy-Britannia (Dodds / Mouat) | 1 | 0 | 2 | 0 | 1 | 0 | 3 | 0 | 7  |

5. forduló, február 4., 8:35 (1:35)
| Sheet C            | Sheet C                 | 1 | 2 | 3 | 4 | 5 | 6 | 7 | 8 | VE |
|                    | Kanada (Homan / Morris) | 3 | 0 | 1 | 0 | 2 | 0 | 1 | 0 | 7  |
| 1. end utolsó köve | Svájc (Perret / Rios)   | 0 | 1 | 0 | 1 | 0 | 2 | 0 | 1 | 5  |

7. forduló, február 5., 9:05 (2:05)
| Sheet D            | Sheet D                        | 1 | 2 | 3 | 4 | 5 | 6 | 7 | 8 | VE |
|                    | Svájc (Perret / Rios)          | 0 | 1 | 0 | 0 | 0 | 0 | X | X | 1  |
| 1. end utolsó köve | Svédország (de Val / Eriksson) | 2 | 0 | 1 | 1 | 1 | 1 | X | X | 6  |

9. forduló, február 5., 20:05 (13:05)
| Sheet C            | Sheet C                     | 1 | 2 | 3 | 4 | 5 | 6 | 7 | 8 | VE |
|                    | Csehország (Paulová / Paul) | 0 | 0 | 0 | 0 | 0 | 3 | 0 | X | 3  |
| 1. end utolsó köve | Svájc (Perret / Rios)       | 3 | 1 | 3 | 2 | 1 | 0 | 1 | X | 11 |

11. forduló, február 6., 14:05 (7:05)
| Sheet B            | Sheet B                    | 1 | 2 | 3 | 4 | 5 | 6 | 7 | 8 | VE |
| 1. end utolsó köve | Ausztrália (Gill / Hewitt) | 2 | 1 | 0 | 0 | 0 | 3 | 2 | 1 | 9  |
|                    | Svájc (Perret / Rios)      | 0 | 0 | 1 | 3 | 2 | 0 | 0 | 0 | 6  |

12. forduló, február 6., 20:05 (13:05)
| Sheet C            | Sheet C                             | 1 | 2 | 3 | 4 | 5 | 6 | 7 | 8 | VE |
| 1. end utolsó köve | Svájc (Perret / Rios)               | 3 | 0 | 0 | 1 | 0 | 1 | 0 | 1 | 6  |
|                    | Egyesült Államok (Persinger / Plys) | 0 | 1 | 1 | 0 | 1 | 0 | 2 | 0 | 5  |

13. forduló, február 7., 9:05 (2:05)
| Sheet A            | Sheet A                           | 1 | 2 | 3 | 4 | 5 | 6 | 7 | 8 | VE |
| 1. end utolsó köve | Svájc (Perret / Rios)             | 0 | 0 | 1 | 0 | 2 | 0 | 2 | 0 | 5  |
|                    | Norvégia (Skaslien / Nedregotten) | 1 | 1 | 0 | 1 | 0 | 2 | 0 | 1 | 6  |

| Csapat | Helyezés |
| ------ | -------- |
| Svájc  | 7.       |

## Gyorskorcsolya
Férfi
| Versenyző    | Versenyszám | Eredmény | Helyezés |
| ------------ | ----------- | -------- | -------- |
| Livio Wenger | 5000 m      | 6:27,01  | 18.      |

Tömegrajtos
| Versenyző    | Versenyszám | Elődöntő | Elődöntő | Elődöntő | Döntő   | Döntő   | Helyezés |
| Versenyző    | Versenyszám | Pont     | Idő      | Hely.    | Pont    | Idő     | Helyezés |
| ------------ | ----------- | -------- | -------- | -------- | ------- | ------- | -------- |
| Livio Wenger | Férfi       | 20       | 7:44,08  | 3.       | 4.      | 7:47,86 | 7.       |
| Nadja Wenger | Női         | 0        | 8:31,50  | 10.      | kiesett | kiesett | 21.      |

## Jégkorong

### Férfi
- Szövetségi kapitány: Patrick Fischer

| Svájci nemzeti férfi jégkorongcsapat-játékoskeret | Svájci nemzeti férfi jégkorongcsapat-játékoskeret | Svájci nemzeti férfi jégkorongcsapat-játékoskeret | Svájci nemzeti férfi jégkorongcsapat-játékoskeret | Svájci nemzeti férfi jégkorongcsapat-játékoskeret | Svájci nemzeti férfi jégkorongcsapat-játékoskeret | Svájci nemzeti férfi jégkorongcsapat-játékoskeret |
| #                                                 | Poszt                                             | Név                                               | Magasság                                          | Súly                                              | Születési idő                                     | Klub az olimpia idején                            |
| ------------------------------------------------- | ------------------------------------------------- | ------------------------------------------------- | ------------------------------------------------- | ------------------------------------------------- | ------------------------------------------------- | ------------------------------------------------- |
| 2                                                 | D                                                 | Santeri Alatalo                                   | 1,80 m (5 ft 11 in)                               | 80 kg (180 lb)                                    | 1990. május 9.                                    | HC Lugano                                         |
| 6                                                 | D                                                 | Yannick Weber                                     | 1,81 m (5 ft 11 in)                               | 91 kg (201 lb)                                    | 1988. szeptember 23.                              | ZSC Lions                                         |
| 10                                                | F                                                 | Andres Ambühl                                     | 1,76 m (5 ft 9 in)                                | 86 kg (190 lb)                                    | 1983. szeptember 14.                              | HC Davos                                          |
| 11                                                | F                                                 | Sven Senteler                                     | 1,85 m (6 ft 1 in)                                | 90 kg (200 lb)                                    | 1992. augusztus 11.                               | EV Zug                                            |
| 15                                                | F                                                 | Grégory Hofmann                                   | 1,82 m (6 ft 0 in)                                | 91 kg (201 lb)                                    | 1992. november 13.                                | EV Zug                                            |
| 16                                                | D                                                 | Raphael Diaz                                      | 1,81 m (5 ft 11 in)                               | 89 kg (196 lb)                                    | 1986. január 9.                                   | HC Fribourg-Gottéron                              |
| 20                                                | G                                                 | Reto Berra                                        | 1,94 m (6 ft 4 in)                                | 99 kg (218 lb)                                    | 1987. január 3.                                   | HC Fribourg-Gottéron                              |
| 25                                                | D                                                 | Mirco Müller                                      | 1,91 m (6 ft 3 in)                                | 95 kg (209 lb)                                    | 1995. március 21.                                 | HC Lugano                                         |
| 36                                                | G                                                 | Joren van Pottelberghe                            | 1,91 m (6 ft 3 in)                                | 85 kg (187 lb)                                    | 1997. június 5.                                   | EHC Biel                                          |
| 45                                                | D                                                 | Michael Fora                                      | 1,92 m (6 ft 4 in)                                | 98 kg (216 lb)                                    | 1995. október 30.                                 | HC Ambrì-Piotta                                   |
| 54                                                | D                                                 | Christian Marti                                   | 1,91 m (6 ft 3 in)                                | 97 kg (214 lb)                                    | 1993. március 29.                                 | ZSC Lions                                         |
| 55                                                | D                                                 | Romain Loeffel                                    | 1,78 m (5 ft 10 in)                               | 85 kg (187 lb)                                    | 1991. március 10.                                 | HC Lugano                                         |
| 58                                                | F                                                 | Dario Simion                                      | 1,90 m (6 ft 3 in)                                | 87 kg (192 lb)                                    | 1994. május 22.                                   | EV Zug                                            |
| 61                                                | F                                                 | Fabrice Herzog                                    | 1,89 m (6 ft 2 in)                                | 89 kg (196 lb)                                    | 1994. december 9.                                 | EV Zug                                            |
| 62                                                | F                                                 | Denis Malgin                                      | 1,75 m (5 ft 9 in)                                | 80 kg (180 lb)                                    | 1997. január 18.                                  | ZSC Lions                                         |
| 63                                                | G                                                 | Leonardo Genoni                                   | 1,82 m (6 ft 0 in)                                | 87 kg (192 lb)                                    | 1987. augusztus 28.                               | EV Zug                                            |
| 65                                                | D                                                 | Ramon Untersander                                 | 1,84 m (6 ft 0 in)                                | 87 kg (192 lb)                                    | 1991. január 21.                                  | SC Bern                                           |
| 70                                                | F                                                 | Denis Hollenstein                                 | 1,83 m (6 ft 0 in)                                | 88 kg (194 lb)                                    | 1989. október 15.                                 | ZSC Lions                                         |
| 71                                                | F                                                 | Enzo Corvi                                        | 1,83 m (6 ft 0 in)                                | 86 kg (190 lb)                                    | 1992. december 23.                                | HC Davos                                          |
| 82                                                | F                                                 | Simon Moser                                       | 1,87 m (6 ft 2 in)                                | 97 kg (214 lb)                                    | 1989. március 10.                                 | SC Bern                                           |
| 83                                                | F                                                 | Joël Vermin                                       | 1,80 m (5 ft 11 in)                               | 87 kg (192 lb)                                    | 1992. február 5.                                  | Genève-Servette HC                                |
| 85                                                | F                                                 | Sven Andrighetto                                  | 1,78 m (5 ft 10 in)                               | 85 kg (187 lb)                                    | 1993. március 21.                                 | ZSC Lions                                         |
| 87                                                | F                                                 | Killian Mottet                                    | 1,77 m (5 ft 10 in)                               | 76 kg (168 lb)                                    | 1991. január 15.                                  | HC Fribourg-Gottéron                              |
| 88                                                | F                                                 | Christoph Bertschy                                | 1,78 m (5 ft 10 in)                               | 84 kg (185 lb)                                    | 1994. április 5.                                  | Lausanne HC                                       |
| 92                                                | F                                                 | Gaëtan Haas                                       | 1,83 m (6 ft 0 in)                                | 82 kg (181 lb)                                    | 1992. január 31.                                  | EHC Biel                                          |

Csoportkör
B csoport
| Hely. | Csapat                                       | M | Gy | HGy | HV | V | G+ | G– | Gk | P | Továbbjutás                       |
| ----- | -------------------------------------------- | - | -- | --- | -- | - | -- | -- | -- | - | --------------------------------- |
| 1.    | Az Orosz Olimpiai Bizottság versenyzői (ROC) | 3 | 2  | 0   | 1  | 0 | 8  | 6  | +2 | 7 | Továbbjutott a negyeddöntőbe      |
| 2.    | Dánia (DEN)                                  | 3 | 2  | 0   | 0  | 1 | 7  | 6  | +1 | 6 | A negyeddöntőbe jutásért játszott |
| 3.    | Csehország (CZE)                             | 3 | 0  | 2   | 0  | 1 | 9  | 8  | +1 | 4 | A negyeddöntőbe jutásért játszott |
| 4.    | Svájc (SUI)                                  | 3 | 0  | 0   | 1  | 2 | 4  | 8  | −4 | 1 | A negyeddöntőbe jutásért játszott |

| 2022. február 9. 16:40 (9:40) | Az Orosz Olimpiai Bizottság versenyzői (ROC) | 1–0 (1–0, 0–0, 0–0) | Svájc (SUI) | Beijing National Indoor Stadium, Peking Nézőszám: 934 |

| Jegyzőkönyv                                                | Jegyzőkönyv  | Jegyzőkönyv | Jegyzőkönyv | Jegyzőkönyv                                                                            |
| ---------------------------------------------------------- | ------------ | ----------- | ----------- | -------------------------------------------------------------------------------------- |
|                                                            | Ivan Fedotov | Kapusok     | Reto Berra  | Játékvezetők: André Schrader Makszim Szidorenko Vonalbírók: Brian Oliver Jiří Ondráček |
| \| Anton Szlepisev (Kirill Szemjonov) – 19:57 \| 1–0 \| \| |              |             |             | Játékvezetők: André Schrader Makszim Szidorenko Vonalbírók: Brian Oliver Jiří Ondráček |
| 14 perc                                                    | Büntetések   | 10 perc     |             | Játékvezetők: André Schrader Makszim Szidorenko Vonalbírók: Brian Oliver Jiří Ondráček |
| 30                                                         | Lövések      | 33          |             | Játékvezetők: André Schrader Makszim Szidorenko Vonalbírók: Brian Oliver Jiří Ondráček |
| Anton Szlepisev (Kirill Szemjonov) – 19:57                 | 1–0          |             |             | Játékvezetők: André Schrader Makszim Szidorenko Vonalbírók: Brian Oliver Jiří Ondráček |

| 2022. február 11. 16:40 (9:40) | Csehország (CZE) | 2–1 (sz.) (1–1, 0–0, 0–0) (h.u.: 0–0) (sz.: 1–0) | Svájc (SUI) | Beijing National Indoor Stadium, Peking Nézőszám: 834 |

| Jegyzőkönyv                                                                                     | Jegyzőkönyv  | Jegyzőkönyv                            | Jegyzőkönyv     | Jegyzőkönyv                                                                          |
| ----------------------------------------------------------------------------------------------- | ------------ | -------------------------------------- | --------------- | ------------------------------------------------------------------------------------ |
|                                                                                                 | Šimon Hrubec | Kapusok                                | Leonardo Genoni | Játékvezetők: Andris Ansons Andrew Bruggeman Vonalbírók: Gleb Lazarev Dustin McCrank |
| \| Smejkal (Klok, Zohorna) – 04:33 \| 1–0 \| \| \| \| 1–1 \| 08:34 – Haas (Andrighetto) (PP) \| |              |                                        |                 | Játékvezetők: Andris Ansons Andrew Bruggeman Vonalbírók: Gleb Lazarev Dustin McCrank |
| Krejčí Sedlák Kovář Řepík                                                                       | Szétlövés    | Ambühl Andrighetto Corvi Bertschy Haas |                 | Játékvezetők: Andris Ansons Andrew Bruggeman Vonalbírók: Gleb Lazarev Dustin McCrank |
| 10 perc                                                                                         | Büntetések   | 4 perc                                 |                 | Játékvezetők: Andris Ansons Andrew Bruggeman Vonalbírók: Gleb Lazarev Dustin McCrank |
| 36                                                                                              | Lövések      | 25                                     |                 | Játékvezetők: Andris Ansons Andrew Bruggeman Vonalbírók: Gleb Lazarev Dustin McCrank |
| Smejkal (Klok, Zohorna) – 04:33                                                                 | 1–0          |                                        |                 | Játékvezetők: Andris Ansons Andrew Bruggeman Vonalbírók: Gleb Lazarev Dustin McCrank |
|                                                                                                 | 1–1          | 08:34 – Haas (Andrighetto) (PP)        |                 | Játékvezetők: Andris Ansons Andrew Bruggeman Vonalbírók: Gleb Lazarev Dustin McCrank |

| 2022. február 12. 21:10 (14:10) | Svájc (SUI) | 3–5 (1–0, 0–3, 2–2) | Dánia (DEN) | Wukesong Arena, Peking Nézőszám: 620 |

| Jegyzőkönyv | Jegyzőkönyv | Jegyzőkönyv                              | Jegyzőkönyv    | Jegyzőkönyv                                                                              |
| --- | ----------- | ---------------------------------------- | -------------- | ---------------------------------------------------------------------------------------- |
| | Reto Berra  | Kapusok                                  | Sebastian Dahm | Játékvezetők: Roman Gofman Kristian Vikman Vonalbírók: Andreas Malmqvist Nyikita Salagin |
| \| Corvi (Weber, Thürkauf) – 15:59 \| 1–0 \| \| \| \| 1–1 \| 20:46 – Regin (Storm, Nick. Jensen) (PP) \| \| \| 1–2 \| 21:07 – Storm (Nich. Jensen, Russell) \| \| \| 1–3 \| 33:12 – Bødker (Russell, Lauridsen) \| \| \| 1–4 \| 41:55 – Meyer (Nich. Jensen, Jakobsen) \| \| Loeffel (Untersander, Corvi) (PP) – 44:53 \| 2–4 \| \| \| Herzog (Corvi, Untersander) (EA) – 57:37 \| 3–4 \| \| \| \| 3–5 \| 59:01 – Storm (Russell) (ENG) \| |             |                                          |                | Játékvezetők: Roman Gofman Kristian Vikman Vonalbírók: Andreas Malmqvist Nyikita Salagin |
| 14 perc | Büntetések  | 6 perc                                   |                | Játékvezetők: Roman Gofman Kristian Vikman Vonalbírók: Andreas Malmqvist Nyikita Salagin |
| 31 | Lövések     | 30                                       |                | Játékvezetők: Roman Gofman Kristian Vikman Vonalbírók: Andreas Malmqvist Nyikita Salagin |
| Corvi (Weber, Thürkauf) – 15:59 | 1–0         |                                          |                | Játékvezetők: Roman Gofman Kristian Vikman Vonalbírók: Andreas Malmqvist Nyikita Salagin |
| | 1–1         | 20:46 – Regin (Storm, Nick. Jensen) (PP) |                | Játékvezetők: Roman Gofman Kristian Vikman Vonalbírók: Andreas Malmqvist Nyikita Salagin |
| | 1–2         | 21:07 – Storm (Nich. Jensen, Russell)    |                | Játékvezetők: Roman Gofman Kristian Vikman Vonalbírók: Andreas Malmqvist Nyikita Salagin |
| | 1–3         | 33:12 – Bødker (Russell, Lauridsen)      |                |                                                                                          |
| | 1–4         | 41:55 – Meyer (Nich. Jensen, Jakobsen)   |                |                                                                                          |
| Loeffel (Untersander, Corvi) (PP) – 44:53 | 2–4         |                                          |                |                                                                                          |
| Herzog (Corvi, Untersander) (EA) – 57:37 | 3–4         |                                          |                |                                                                                          |
| | 3–5         | 59:01 – Storm (Russell) (ENG)            |                |                                                                                          |

Rájátszás a negyeddöntőért
| 2022. február 15. 16:40 (9:40) | Csehország (CZE) | 2–4 (1–2, 0–1, 1–1) | Svájc (SUI) | Beijing National Indoor Stadium, Peking Nézőszám: 990 |

| Jegyzőkönyv | Jegyzőkönyv  | Jegyzőkönyv                                | Jegyzőkönyv     | Jegyzőkönyv                                                                              |
| --- | ------------ | ------------------------------------------ | --------------- | ---------------------------------------------------------------------------------------- |
| | Šimon Hrubec | Kapusok                                    | Leonardo Genoni | Játékvezetők: Roman Gofman Mikko Kaukokari Vonalbírók: Ludvig Lundgren Andreas Malmqvist |
| \| Klok (Knot, Červenka) – 10:08 \| 1–0 \| \| \| \| 1–1 \| 14:59 – Ambühl (Thürkauf, Corvi) (PP) \| \| \| 1–2 \| 15:12 – Mottet (Hollenstein, Diaz) \| \| \| 1–3 \| 29:53 – Malgin (Alatalo, Andrighetto) (PP) \| \| \| 1–4 \| 54:57 – Diaz (Andrighetto, Herzog) \| \| Červenka (Krejčí, Kovář) (PP, EA) – 55:59 \| 2–4 \| \| |              |                                            |                 | Játékvezetők: Roman Gofman Mikko Kaukokari Vonalbírók: Ludvig Lundgren Andreas Malmqvist |
| 6 perc | Büntetések   | 4 perc                                     |                 | Játékvezetők: Roman Gofman Mikko Kaukokari Vonalbírók: Ludvig Lundgren Andreas Malmqvist |
| 33 | Lövések      | 18                                         |                 | Játékvezetők: Roman Gofman Mikko Kaukokari Vonalbírók: Ludvig Lundgren Andreas Malmqvist |
| Klok (Knot, Červenka) – 10:08 | 1–0          |                                            |                 | Játékvezetők: Roman Gofman Mikko Kaukokari Vonalbírók: Ludvig Lundgren Andreas Malmqvist |
| | 1–1          | 14:59 – Ambühl (Thürkauf, Corvi) (PP)      |                 | Játékvezetők: Roman Gofman Mikko Kaukokari Vonalbírók: Ludvig Lundgren Andreas Malmqvist |
| | 1–2          | 15:12 – Mottet (Hollenstein, Diaz)         |                 | Játékvezetők: Roman Gofman Mikko Kaukokari Vonalbírók: Ludvig Lundgren Andreas Malmqvist |
| | 1–3          | 29:53 – Malgin (Alatalo, Andrighetto) (PP) |                 |                                                                                          |
| | 1–4          | 54:57 – Diaz (Andrighetto, Herzog)         |                 |                                                                                          |
| Červenka (Krejčí, Kovář) (PP, EA) – 55:59 | 2–4          |                                            |                 |                                                                                          |

Negyeddöntő
| 2022. február 16. 16:40 (9:40) | Finnország (FIN) | 5–1 (2–0, 1–1, 2–0) | Svájc (SUI) | Beijing National Indoor Stadium, Peking Nézőszám: 948 |

| Jegyzőkönyv | Jegyzőkönyv  | Jegyzőkönyv                       | Jegyzőkönyv                | Jegyzőkönyv                                                                    |
| --- | ------------ | --------------------------------- | -------------------------- | ------------------------------------------------------------------------------ |
| | Harri Säteri | Kapusok                           | Reto Berra Leonardo Genoni | Játékvezetők: Andris Ansons Oliver Gouin Vonalbírók: Daniel Hynek Brian Oliver |
| \| Aaltonen (Friman, Nättinen) – 08:37 \| 1–0 \| \| \| Lehtonen (Hietanen, Manninen) – 10:45 \| 2–0 \| \| \| Anttila (Björninen) – 23:08 \| 3–0 \| \| \| \| 3–1 \| 37:49 – Ambühl (Corvi, Haas) (PP) \| \| Pakarinen (Filppula, Pesonen) (ENG) – 55:28 \| 4–1 \| \| \| Hartikainen (ENG) – 56:47 \| 5–1 \| \| |              |                                   |                            | Játékvezetők: Andris Ansons Oliver Gouin Vonalbírók: Daniel Hynek Brian Oliver |
| 4 perc | Büntetések   | 4 perc                            |                            | Játékvezetők: Andris Ansons Oliver Gouin Vonalbírók: Daniel Hynek Brian Oliver |
| 23 | Lövések      | 34                                |                            | Játékvezetők: Andris Ansons Oliver Gouin Vonalbírók: Daniel Hynek Brian Oliver |
| Aaltonen (Friman, Nättinen) – 08:37 | 1–0          |                                   |                            | Játékvezetők: Andris Ansons Oliver Gouin Vonalbírók: Daniel Hynek Brian Oliver |
| Lehtonen (Hietanen, Manninen) – 10:45 | 2–0          |                                   |                            | Játékvezetők: Andris Ansons Oliver Gouin Vonalbírók: Daniel Hynek Brian Oliver |
| Anttila (Björninen) – 23:08 | 3–0          |                                   |                            | Játékvezetők: Andris Ansons Oliver Gouin Vonalbírók: Daniel Hynek Brian Oliver |
| | 3–1          | 37:49 – Ambühl (Corvi, Haas) (PP) |                            |                                                                                |
| Pakarinen (Filppula, Pesonen) (ENG) – 55:28 | 4–1          |                                   |                            |                                                                                |
| Hartikainen (ENG) – 56:47 | 5–1          |                                   |                            |                                                                                |

| Csapat      | Helyezés |
| ----------- | -------- |
| Svájc (SUI) | 8.       |

### Női
- Szövetségi kapitány: Colin Muller

| Svájci nemzeti női jégkorongcsapat-játékoskeret | Svájci nemzeti női jégkorongcsapat-játékoskeret | Svájci nemzeti női jégkorongcsapat-játékoskeret | Svájci nemzeti női jégkorongcsapat-játékoskeret | Svájci nemzeti női jégkorongcsapat-játékoskeret | Svájci nemzeti női jégkorongcsapat-játékoskeret | Svájci nemzeti női jégkorongcsapat-játékoskeret |
| #                                               | Poszt                                           | Név                                             | Magasság                                        | Súly                                            | Születési idő                                   | Klub az olimpia idején                          |
| ----------------------------------------------- | ----------------------------------------------- | ----------------------------------------------- | ----------------------------------------------- | ----------------------------------------------- | ----------------------------------------------- | ----------------------------------------------- |
| 3                                               | D                                               | Sarah Forster                                   | 1,68 m (5 ft 6 in)                              | 66 kg (146 lb)                                  | 1993. március 19.                               | AIK IF                                          |
| 7                                               | F                                               | Lara Stalder                                    | 1,67 m (5 ft 6 in)                              | 63 kg (139 lb)                                  | 1994. május 15.                                 | Brynäs IF                                       |
| 8                                               | F                                               | Kaleigh Quennec                                 | 1,72 m (5 ft 8 in)                              | 80 kg (180 lb)                                  | 1998. február 15.                               | Montreal Carabins                               |
| 9                                               | D                                               | Shannon Sigrist                                 | 1,67 m (5 ft 6 in)                              | 68 kg (150 lb)                                  | 1999. április 20.                               | Linköping HC                                    |
| 12                                              | F                                               | Lisa Rüedi                                      | 1,67 m (5 ft 6 in)                              | 67 kg (148 lb)                                  | 2000. november 3.                               | ZSC Lions                                       |
| 14                                              | F                                               | Evelina Raselli                                 | 1,70 m (5 ft 7 in)                              | 61 kg (134 lb)                                  | 1992. május 3.                                  | Boston Pride                                    |
| 15                                              | F                                               | Laura Zimmermann                                | 1,63 m (5 ft 4 in)                              | 69 kg (152 lb)                                  | 2003. április 5.                                | EV Bomo Thun                                    |
| 16                                              | D                                               | Nicole Vallario                                 | 1,66 m (5 ft 5 in)                              | 66 kg (146 lb)                                  | 2001. augusztus 30.                             | St. Thomas Tommies                              |
| 17                                              | D                                               | Lara Christen                                   | 1,63 m (5 ft 4 in)                              | 64 kg (141 lb)                                  | 2002. október 2.                                | ZSC Lions                                       |
| 18                                              | D                                               | Stefanie Wetli                                  | 1,73 m (5 ft 8 in)                              | 67 kg (148 lb)                                  | 2000. február 4.                                | HT Thurgau Ladies                               |
| 20                                              | G                                               | Andrea Brändli                                  | 1,67 m (5 ft 6 in)                              | 72 kg (159 lb)                                  | 1997. június 5.                                 | Ohio State Buckeyes                             |
| 21                                              | F                                               | Rahel Enzler                                    | 1,63 m (5 ft 4 in)                              | 66 kg (146 lb)                                  | 2000. július 30.                                | Maine Black Bears                               |
| 22                                              | D                                               | Sinja Leemann                                   | 1,66 m (5 ft 5 in)                              | 60 kg (130 lb)                                  | 2002. április 19.                               | ZSC Lions                                       |
| 23                                              | D                                               | Nicole Bullo                                    | 1,60 m (5 ft 3 in)                              | 54 kg (119 lb)                                  | 1987. július 18.                                | HC Ladies Lugano                                |
| 24                                              | F                                               | Noemi Ryhner                                    | 1,65 m (5 ft 5 in)                              | 62 kg (137 lb)                                  | 2000. április 24.                               | Luleå HF/MSSK                                   |
| 25                                              | F                                               | Alina Müller                                    | 1,67 m (5 ft 6 in)                              | 65 kg (143 lb)                                  | 1998. március 12.                               | Northeastern Huskies                            |
| 26                                              | F                                               | Dominique Rüegg                                 | 1,73 m (5 ft 8 in)                              | 79 kg (174 lb)                                  | 1996. február 5.                                | ZSC Lions                                       |
| 28                                              | F                                               | Alina Marti                                     | 1,67 m (5 ft 6 in)                              | 66 kg (146 lb)                                  | 2004. április 23.                               | ZSC Lions                                       |
| 29                                              | G                                               | Saskia Maurer                                   | 1,66 m (5 ft 5 in)                              | 59 kg (130 lb)                                  | 2001. július 29.                                | St. Thomas Tommies                              |
| 39                                              | G                                               | Caroline Spies                                  | 1,68 m (5 ft 6 in)                              | 66 kg (146 lb)                                  | 2002. július 2.                                 | EHC Basel                                       |
| 71                                              | F                                               | Lena Lutz                                       | 1,66 m (5 ft 5 in)                              | 68 kg (150 lb)                                  | 2001. július 12.                                | HC Ladies Lugano                                |
| 88                                              | F                                               | Phoebe Stänz                                    | 1,61 m (5 ft 3 in)                              | 58 kg (128 lb)                                  | 1994. január 7.                                 | Leksands IF                                     |
| 98                                              | F                                               | Keely Moy                                       | 1,75 m (5 ft 9 in)                              | 74 kg (163 lb)                                  | 1998. április 23.                               | Harvard Crimson                                 |

Csoportkör
A csoport
| Hely. | Csapat                                       | M | Gy | HGy | HV | V | G+ | G– | Gk  | P  | Továbbjutás                  |
| ----- | -------------------------------------------- | - | -- | --- | -- | - | -- | -- | --- | -- | ---------------------------- |
| 1.    | Kanada (CAN)                                 | 4 | 4  | 0   | 0  | 0 | 33 | 5  | +28 | 12 | Továbbjutott a negyeddöntőbe |
| 2.    | Egyesült Államok (USA)                       | 4 | 3  | 0   | 0  | 1 | 20 | 6  | +14 | 9  | Továbbjutott a negyeddöntőbe |
| 3.    | Finnország (FIN)                             | 4 | 1  | 0   | 0  | 3 | 10 | 19 | −9  | 3  | Továbbjutott a negyeddöntőbe |
| 4.    | Az Orosz Olimpiai Bizottság versenyzői (ROC) | 4 | 1  | 0   | 0  | 3 | 6  | 18 | −12 | 3  | Továbbjutott a negyeddöntőbe |
| 5.    | Svájc (SUI)                                  | 4 | 1  | 0   | 0  | 3 | 6  | 27 | −21 | 3  | Továbbjutott a negyeddöntőbe |

1. 1 2 3  Finnország 3 pont, +4 Gk; Orosz Olimpiai Bizottság 3 pont, −2 Gk; Svájc 3 pont, −2 Gk. Orosz Olimpiai Bizottság 5–2 Svájc.

| 2022. február 3. 12:10 (5:10) | Kanada (CAN) | 12–1 (3–0, 5–0, 4–1) | Svájc (SUI) | Beijing National Indoor Stadium, Peking Nézőszám: 1000 |

| Jegyzőkönyv | Jegyzőkönyv        | Jegyzőkönyv                      | Jegyzőkönyv    | Jegyzőkönyv                                                                   |
| --- | ------------------ | -------------------------------- | -------------- | ----------------------------------------------------------------------------- |
| | Ann-Renée Desbiens | Kapusok                          | Andrea Brändli | Játékvezetők: Darja Jermak Anna Wiegand Vonalbírók: Lisa Linnek Linnea Sainio |
| \| Fillier (Spooner) – 01:04 \| 1–0 \| \| \| Fillier (Poulin) – 07:55 \| 2–0 \| \| \| Spooner (Fillier, Ambrose) – 11:20 \| 3–0 \| \| \| Johnston (Thompson, Turnbull) – 28:06 \| 4–0 \| \| \| Stacey (Bell) – 28:21 \| 5–0 \| \| \| Spooner (Nurse, Thompson) (PP) – 33:20 \| 6–0 \| \| \| Turnbull (Thompson, Johnston) – 35:40 \| 7–0 \| \| \| Stacey (Shelton) – 37:02 \| 8–0 \| \| \| Turnbull (Rattray, Spooner) – 46:14 \| 9–0 \| \| \| \| 9–1 \| 48:30 – Stalder (Christen) (PP2) \| \| Bell (Turnbull, Johnston) – 53:46 \| 10–1 \| \| \| Thompson (Johnston, Nurse) – 56:20 \| 11–1 \| \| \| Ambrose (Spooner, Thompson) (PP) – 59:58 \| 12–1 \| \| |                    |                                  |                | Játékvezetők: Darja Jermak Anna Wiegand Vonalbírók: Lisa Linnek Linnea Sainio |
| 14 perc | Büntetések         | 8 perc                           |                | Játékvezetők: Darja Jermak Anna Wiegand Vonalbírók: Lisa Linnek Linnea Sainio |
| 70 | Lövések            | 15                               |                | Játékvezetők: Darja Jermak Anna Wiegand Vonalbírók: Lisa Linnek Linnea Sainio |
| Fillier (Spooner) – 01:04 | 1–0                |                                  |                | Játékvezetők: Darja Jermak Anna Wiegand Vonalbírók: Lisa Linnek Linnea Sainio |
| Fillier (Poulin) – 07:55 | 2–0                |                                  |                | Játékvezetők: Darja Jermak Anna Wiegand Vonalbírók: Lisa Linnek Linnea Sainio |
| Spooner (Fillier, Ambrose) – 11:20 | 3–0                |                                  |                | Játékvezetők: Darja Jermak Anna Wiegand Vonalbírók: Lisa Linnek Linnea Sainio |
| Johnston (Thompson, Turnbull) – 28:06 | 4–0                |                                  |                |                                                                               |
| Stacey (Bell) – 28:21 | 5–0                |                                  |                |                                                                               |
| Spooner (Nurse, Thompson) (PP) – 33:20 | 6–0                |                                  |                |                                                                               |
| Turnbull (Thompson, Johnston) – 35:40 | 7–0                |                                  |                |                                                                               |
| Stacey (Shelton) – 37:02 | 8–0                |                                  |                |                                                                               |
| Turnbull (Rattray, Spooner) – 46:14 | 9–0                |                                  |                |                                                                               |
| | 9–1                | 48:30 – Stalder (Christen) (PP2) |                |                                                                               |
| Bell (Turnbull, Johnston) – 53:46 | 10–1               |                                  |                |                                                                               |
| Thompson (Johnston, Nurse) – 56:20 | 11–1               |                                  |                |                                                                               |
| Ambrose (Spooner, Thompson) (PP) – 59:58 | 12–1               |                                  |                |                                                                               |

| 2022. február 4. 12:10 (5:10) | Az Orosz Olimpiai Bizottság versenyzői (ROC) | 5–2 (2–1, 2–1, 1–0) | Svájc (SUI) | Beijing National Indoor Stadium, Peking |

| Jegyzőkönyv | Jegyzőkönyv      | Jegyzőkönyv                             | Jegyzőkönyv    | Jegyzőkönyv                                                                                   |
| --- | ---------------- | --------------------------------------- | -------------- | --------------------------------------------------------------------------------------------- |
| | Marija Szorokina | Kapusok                                 | Andrea Brändli | Játékvezetők: Cianna Lieffers Elizabeth Mantha Vonalbírók: Kendall Hanley Jacqueline Spresser |
| \| Dobrogyejeva (Vafina, Pavlova) – 05:54 \| 1–0 \| \| \| \| 1–1 \| Stalder (Christen, Müller) (PP) – 17:16 \| \| Bolgareva (Kagyirova) – 17:29 \| 2–1 \| \| \| \| 2–2 \| Müller (Ryhner) (SH) – 26:57 \| \| Sibanova (Pecsnyikova, Bratyiscseva) – 30:30 \| 3–2 \| \| \| Bolgareva (Kagyirova) – 37:07 \| 4–2 \| \| \| Bolgareva (Vafina) (SH) – 41:39 \| 5–2 \| \| |                  |                                         |                | Játékvezetők: Cianna Lieffers Elizabeth Mantha Vonalbírók: Kendall Hanley Jacqueline Spresser |
| 10 perc | Büntetések       | 6 perc                                  |                | Játékvezetők: Cianna Lieffers Elizabeth Mantha Vonalbírók: Kendall Hanley Jacqueline Spresser |
| 31 | Lövések          | 30                                      |                | Játékvezetők: Cianna Lieffers Elizabeth Mantha Vonalbírók: Kendall Hanley Jacqueline Spresser |
| Dobrogyejeva (Vafina, Pavlova) – 05:54 | 1–0              |                                         |                | Játékvezetők: Cianna Lieffers Elizabeth Mantha Vonalbírók: Kendall Hanley Jacqueline Spresser |
| | 1–1              | Stalder (Christen, Müller) (PP) – 17:16 |                | Játékvezetők: Cianna Lieffers Elizabeth Mantha Vonalbírók: Kendall Hanley Jacqueline Spresser |
| Bolgareva (Kagyirova) – 17:29 | 2–1              |                                         |                | Játékvezetők: Cianna Lieffers Elizabeth Mantha Vonalbírók: Kendall Hanley Jacqueline Spresser |
| | 2–2              | Müller (Ryhner) (SH) – 26:57            |                |                                                                                               |
| Sibanova (Pecsnyikova, Bratyiscseva) – 30:30 | 3–2              |                                         |                |                                                                                               |
| Bolgareva (Kagyirova) – 37:07 | 4–2              |                                         |                |                                                                                               |
| Bolgareva (Vafina) (SH) – 41:39 | 5–2              |                                         |                |                                                                                               |

| 2022. február 6. 21:10 (14:10) | Svájc (SUI) | 0–8 (0–5, 0–2, 0–1) | Egyesült Államok (USA) | Wukesong Arena, Peking Nézőszám: 545 |

| Jegyzőkönyv | Jegyzőkönyv                  | Jegyzőkönyv                          | Jegyzőkönyv    | Jegyzőkönyv                                                                 |
| --- | ---------------------------- | ------------------------------------ | -------------- | --------------------------------------------------------------------------- |
| | Andrea Brändli Saskia Maurer | Kapusok                              | Alex Cavallini | Játékvezetők: Maria Furberg Lacey Senuk Vonalbírók: Alex Clarke Sara Strong |
| \| \| 0–1 \| 05:40 – Knight (Brandt, Keller) (PP) \| \| \| 0–2 \| 14:04 – Compher (Scamurra, Bozek) \| \| \| 0–3 \| 14:13 – Knight \| \| \| 0–4 \| 16:15 – Pannek \| \| \| 0–5 \| 19:38 – Kessel (Dunne, Barnes) \| \| \| 0–6 \| 22:11 – Pannek (Kessel, Carpenter) \| \| \| 0–7 \| 37:12 – Compher (Bozek, Dunne) \| \| \| 0–8 \| 57:29 – Cameranesi (Pannek, Barnes) \| |                              |                                      |                | Játékvezetők: Maria Furberg Lacey Senuk Vonalbírók: Alex Clarke Sara Strong |
| 6 perc | Büntetések                   | 2 perc                               |                | Játékvezetők: Maria Furberg Lacey Senuk Vonalbírók: Alex Clarke Sara Strong |
| 8 | Lövések                      | 46                                   |                | Játékvezetők: Maria Furberg Lacey Senuk Vonalbírók: Alex Clarke Sara Strong |
| | 0–1                          | 05:40 – Knight (Brandt, Keller) (PP) |                | Játékvezetők: Maria Furberg Lacey Senuk Vonalbírók: Alex Clarke Sara Strong |
| | 0–2                          | 14:04 – Compher (Scamurra, Bozek)    |                | Játékvezetők: Maria Furberg Lacey Senuk Vonalbírók: Alex Clarke Sara Strong |
| | 0–3                          | 14:13 – Knight                       |                | Játékvezetők: Maria Furberg Lacey Senuk Vonalbírók: Alex Clarke Sara Strong |
| | 0–4                          | 16:15 – Pannek                       |                |                                                                             |
| | 0–5                          | 19:38 – Kessel (Dunne, Barnes)       |                |                                                                             |
| | 0–6                          | 22:11 – Pannek (Kessel, Carpenter)   |                |                                                                             |
| | 0–7                          | 37:12 – Compher (Bozek, Dunne)       |                |                                                                             |
| | 0–8                          | 57:29 – Cameranesi (Pannek, Barnes)  |                |                                                                             |

| 2022. február 7. 21:10 (14:10) | Svájc (SUI) | 3–2 (1–0, 1–1, 1–1) | Finnország (FIN) | Beijing National Indoor Stadium, Peking Nézőszám: 742 |

| Jegyzőkönyv | Jegyzőkönyv    | Jegyzőkönyv                                  | Jegyzőkönyv  | Jegyzőkönyv                                                                             |
| --- | -------------- | -------------------------------------------- | ------------ | --------------------------------------------------------------------------------------- |
| | Andrea Brändli | Kapusok                                      | Anni Keisala | Játékvezetők: Cianna Lieffers Elizabeth Mantha Vonalbírók: Kendall Hanley Gyiana Mohova |
| \| Christen (Müller, Stalder) (PP2) – 11:52 \| 1–0 \| \| \| \| 1–1 \| 27:49 – Laitinen (Savolainen, Tuominen) (PP) \| \| Rüegg (Müller, Leemann) (PP, EA) – 30:00 \| 2–1 \| \| \| Stalder (Müller, Sigrist) – 41:21 \| 3–1 \| \| \| \| 3–2 \| 50:11 – Holopainen (Vainikkaa, Tulus) \| |                |                                              |              | Játékvezetők: Cianna Lieffers Elizabeth Mantha Vonalbírók: Kendall Hanley Gyiana Mohova |
| 6 perc | Büntetések     | 14 perc                                      |              | Játékvezetők: Cianna Lieffers Elizabeth Mantha Vonalbírók: Kendall Hanley Gyiana Mohova |
| 24 | Lövések        | 40                                           |              | Játékvezetők: Cianna Lieffers Elizabeth Mantha Vonalbírók: Kendall Hanley Gyiana Mohova |
| Christen (Müller, Stalder) (PP2) – 11:52 | 1–0            |                                              |              | Játékvezetők: Cianna Lieffers Elizabeth Mantha Vonalbírók: Kendall Hanley Gyiana Mohova |
| | 1–1            | 27:49 – Laitinen (Savolainen, Tuominen) (PP) |              | Játékvezetők: Cianna Lieffers Elizabeth Mantha Vonalbírók: Kendall Hanley Gyiana Mohova |
| Rüegg (Müller, Leemann) (PP, EA) – 30:00 | 2–1            |                                              |              | Játékvezetők: Cianna Lieffers Elizabeth Mantha Vonalbírók: Kendall Hanley Gyiana Mohova |
| Stalder (Müller, Sigrist) – 41:21 | 3–1            |                                              |              |                                                                                         |
| | 3–2            | 50:11 – Holopainen (Vainikkaa, Tulus)        |              |                                                                                         |

Negyeddöntő
| 2022. február 12. 12:10 (5:10) | Az Orosz Olimpiai Bizottság versenyzői (ROC) | 2–4 (0–0, 1–1, 1–3) | Svájc (SUI) | Beijing National Indoor Stadium, Peking Nézőszám: 670 |

| Jegyzőkönyv | Jegyzőkönyv        | Jegyzőkönyv                     | Jegyzőkönyv    | Jegyzőkönyv                                                                     |
| --- | ------------------ | ------------------------------- | -------------- | ------------------------------------------------------------------------------- |
| | Valerija Merkuseva | Kapusok                         | Andrea Brändli | Játékvezetők: Kelly Cooke Chelsea Rapin Vonalbírók: Jenni Heikkinen Sara Strong |
| \| \| 0–1 \| 34:31 – Stänz (Müller, Stalder) \| \| Szavonyina (Sohina, Korzsakova) – 37:38 \| 1–1 \| \| \| \| 1–2 \| 47:31 – Rüegg (Moy, Vallario) \| \| Lucsnyikova (Bratyiscseva, Kagyirova) – 56:53 \| 2–2 \| \| \| \| 2–3 \| 57:23 – Müller (Stalder) \| \| \| 2–4 \| 59:58 – Müller (SH, ENG) \| |                    |                                 |                | Játékvezetők: Kelly Cooke Chelsea Rapin Vonalbírók: Jenni Heikkinen Sara Strong |
| 4 perc | Büntetések         | 6 perc                          |                | Játékvezetők: Kelly Cooke Chelsea Rapin Vonalbírók: Jenni Heikkinen Sara Strong |
| 24 | Lövések            | 36                              |                | Játékvezetők: Kelly Cooke Chelsea Rapin Vonalbírók: Jenni Heikkinen Sara Strong |
| | 0–1                | 34:31 – Stänz (Müller, Stalder) |                | Játékvezetők: Kelly Cooke Chelsea Rapin Vonalbírók: Jenni Heikkinen Sara Strong |
| Szavonyina (Sohina, Korzsakova) – 37:38 | 1–1                |                                 |                | Játékvezetők: Kelly Cooke Chelsea Rapin Vonalbírók: Jenni Heikkinen Sara Strong |
| | 1–2                | 47:31 – Rüegg (Moy, Vallario)   |                | Játékvezetők: Kelly Cooke Chelsea Rapin Vonalbírók: Jenni Heikkinen Sara Strong |
| Lucsnyikova (Bratyiscseva, Kagyirova) – 56:53 | 2–2                |                                 |                |                                                                                 |
| | 2–3                | 57:23 – Müller (Stalder)        |                |                                                                                 |
| | 2–4                | 59:58 – Müller (SH, ENG)        |                |                                                                                 |

Bronzmérkőzés
| 2022. február 16. 19:30 (12:30) | Finnország (FIN) | 4–0 (1–0, 0–0, 3–0) | Svájc (SUI) | Wukesong Arena, Peking Nézőszám: 724 |

| Jegyzőkönyv | Jegyzőkönyv  | Jegyzőkönyv | Jegyzőkönyv    | Jegyzőkönyv                                                                    |
| --- | ------------ | ----------- | -------------- | ------------------------------------------------------------------------------ |
| | Anni Keisala | Kapusok     | Andrea Brändli | Játékvezetők: Elizabeth Mantha Lacey Senuk Vonalbírók: Alex Clarke Sara Strong |
| \| Vainikkaa (Tulus, Holopainen) – 11:38 \| 1–0 \| \| \| Tapani (SH) – 43:24 \| 2–0 \| \| \| Laitinen (Holopainen, Savolainen) (PP) – 54:24 \| 3–0 \| \| \| Karvinen (Nieminen, Hiirikoski) (PP) – 59:03 \| 4–0 \| \| |              |             |                | Játékvezetők: Elizabeth Mantha Lacey Senuk Vonalbírók: Alex Clarke Sara Strong |
| 8 perc | Büntetések   | 8 perc      |                | Játékvezetők: Elizabeth Mantha Lacey Senuk Vonalbírók: Alex Clarke Sara Strong |
| 47 | Lövések      | 15          |                | Játékvezetők: Elizabeth Mantha Lacey Senuk Vonalbírók: Alex Clarke Sara Strong |
| Vainikkaa (Tulus, Holopainen) – 11:38 | 1–0          |             |                | Játékvezetők: Elizabeth Mantha Lacey Senuk Vonalbírók: Alex Clarke Sara Strong |
| Tapani (SH) – 43:24 | 2–0          |             |                | Játékvezetők: Elizabeth Mantha Lacey Senuk Vonalbírók: Alex Clarke Sara Strong |
| Laitinen (Holopainen, Savolainen) (PP) – 54:24 | 3–0          |             |                | Játékvezetők: Elizabeth Mantha Lacey Senuk Vonalbírók: Alex Clarke Sara Strong |
| Karvinen (Nieminen, Hiirikoski) (PP) – 59:03 | 4–0          |             |                |                                                                                |

| Csapat      | Helyezés |
| ----------- | -------- |
| Svájc (SUI) | 4.       |

## Műkorcsolya
| Versenyző       | Versenyszám  | Rövid program | Rövid program | Kűr    | Kűr   | Összesítés | Összesítés |
| Versenyző       | Versenyszám  | Pont          | Hely.         | Pont   | Hely. | Pont       | Helyezés   |
| --------------- | ------------ | ------------- | ------------- | ------ | ----- | ---------- | ---------- |
| Lukas Britschgi | Férfi egyéni | 76,16         | 24.           | 136,42 | 23.   | 212,58     | 23.        |
| Alexia Paganini | Női egyéni   | 61,06         | 19.           | 107,85 | 22.   | 168,91     | 22.        |

## Síakrobatika
Ugrás
| Versenyző     | Versenyszám | Selejtező  | Selejtező  | Selejtező  | Selejtező     | Selejtező  | Döntő      | Döntő      | Döntő         | Döntő      | Döntő      | Helyezés |
| Versenyző     | Versenyszám | 1. forduló | 1. forduló | 2. forduló | 2. forduló    | 2. forduló | 1. forduló | 1. forduló | 1. forduló    | 1. forduló | 2. forduló | Helyezés |
| Versenyző     | Versenyszám | Pont       | Hely.      | Pont       | Jobb eredmény | Hely.      | 1. ugrás   | 2.ugrás    | Jobb eredmény | Hely.      | Pont       | Helyezés |
| ------------- | ----------- | ---------- | ---------- | ---------- | ------------- | ---------- | ---------- | ---------- | ------------- | ---------- | ---------- | -------- |
| Nicolas Gygax | Férfi       | 101,77     | 20.        | 103,62     | 101,77        | 18.        | kiesett    | kiesett    | kiesett       | kiesett    | kiesett    | 24.      |
| Noé Roth      | Férfi       | 123,08     | 3.         | kiemelt    | kiemelt       | kiemelt    | 122,13     | 8.         | kiesett       | kiesett    | kiesett    | 8.       |
| Pirmin Werner | Férfi       | 112,22     | 14.        | 123,45     | 123,45        | 2.         | 126,24     | 4.         | 111,50        | 4.         | 111,50     | 4.       |
| Alexandra Bär | Női         | 67,72      | 21.        | 56,26      | 67,72         | 17.        | kiesett    | kiesett    | kiesett       | kiesett    | kiesett    | 23.      |

| Versenyző                            | Versenyszám | 1. forduló | 1. forduló | 2. forduló | 2. forduló |
| Versenyző                            | Versenyszám | Pont       | Hely.      | Pont       | Hely.      |
| ------------------------------------ | ----------- | ---------- | ---------- | ---------- | ---------- |
| Alexandra Bär Pirmin Werner Noé Roth | Vegyes      | 300,62     | 4.         | 276,01     | 4.         |

Akrobatika
Férfi
| Versenyző      | Versenyszám | Selejtező | Selejtező  | Selejtező | Selejtező     | Selejtező | Döntő      | Döntő      | Döntő      | Döntő         | Döntő      |
| Versenyző      | Versenyszám | 1. futam  | 2. futam   | 3. futam  | Jobb eredmény | Hely.     | 1. futam   | 2. futam   | 3. futam   | Jobb eredmény | Helyezés   |
| -------------- | ----------- | --------- | ---------- | --------- | ------------- | --------- | ---------- | ---------- | ---------- | ------------- | ---------- |
| Fabian Bösch   | Big air     | 81,00     | 80,75      | 22,50     | 161,75        | 17.       | kiesett    | kiesett    | kiesett    | kiesett       | kiesett    |
| Fabian Bösch   | Slopestyle  | 53,83     | 74,53      |           | 74,53         | 10.       | 78,05      | 51,46      | 13,98      | 78,05         | 6.         |
| Kim Gubser     | Big air     | 15,25     | 79,75      | 41,50     | 121,25        | 22.       | kiesett    | kiesett    | kiesett    | kiesett       | kiesett    |
| Kim Gubser     | Slopestyle  | 76,71     | nem indult |           | 76,71         | 8.        | nem indult | nem indult | nem indult | nem indult    | nem indult |
| Andri Ragettli | Big air     | 89,75     | 78,00      | 20,75     | 167,75        | 14.       | kiesett    | kiesett    | kiesett    | kiesett       | kiesett    |
| Andri Ragettli | Slopestyle  | 76,98     | 85,08      |           | 85,08         | 1.        | 78,20      | 83,50      | 33,95      | 83,50         | 4.         |
| Colin Wili     | Big air     | 77,50     | 18,75      | 20,75     | 98,25         | 25.       | kiesett    | kiesett    | kiesett    | kiesett       | kiesett    |
| Colin Wili     | Slopestyle  | 54,45     | 38,03      |           | 54,45         | 19.       | kiesett    | kiesett    | kiesett    | kiesett       | kiesett    |
| Robin Briguet  | Félcső      | 72,25     | 3,00       |           | 72,25         | 11.       | 21,75      | 6,75       | 3,00       | 21,75         | 12.        |
| Kim Gubser     | Félcső      | 60,50     | 4,00       |           | 60,50         | 15.       | kiesett    | kiesett    | kiesett    | kiesett       | kiesett    |

Női
| Versenyző        | Versenyszám | Selejtező | Selejtező | Selejtező | Selejtező     | Selejtező | Döntő    | Döntő    | Döntő    | Döntő         | Döntő                    |
| Versenyző        | Versenyszám | 1. futam  | 2. futam  | 3. futam  | Jobb eredmény | Hely.     | 1. futam | 2. futam | 3. futam | Jobb eredmény | Helyezés                 |
| ---------------- | ----------- | --------- | --------- | --------- | ------------- | --------- | -------- | -------- | -------- | ------------- | ------------------------ |
| Mathilde Gremaud | Big air     | 60,00     | 54,75     | 9,00      | 114,75        | 6.        | 89,25    | 93,25    | 26,00    | 182,50        | 3. helyezett, bronzérmes |
| Mathilde Gremaud | Slopestyle  | 39,41     | 63,46     |           | 63,46         | 12.       | 1,10     | 86,56    | 46,96    | 86,56         | 1. helyezett, aranyérmes |
| Sarah Höfflin    | Big air     | 85,50     | 42,75     | 64,00     | 149,50        | 9.        | 82,50    | 53,00    | 76,25    | 158,75        | 6.                       |
| Sarah Höfflin    | Slopestyle  | 35,38     | 48,96     |           | 48,96         | 20.       | kiesett  | kiesett  | kiesett  | kiesett       | kiesett                  |

Mogul
| Versenyző  | Versenyszám | Selejtező | Selejtező | Selejtező | Selejtező | Selejtező | Selejtező | Selejtező | Selejtező | Döntő    | Döntő    | Döntő    | Döntő    | Döntő    | Döntő    | Döntő    | Döntő    | Döntő    | Döntő    | Döntő    | Helyezés |
| Versenyző  | Versenyszám | 1. futam  | 1. futam  | 1. futam  | 1. futam  | 2. futam  | 2. futam  | 2. futam  | 2. futam  | 1. futam | 1. futam | 1. futam | 1. futam | 2. futam | 2. futam | 2. futam | 2. futam | 3. futam | 3. futam | 3. futam | Helyezés |
| Versenyző  | Versenyszám | Idő       | Pont      | Össz.     | Hely.     | Idő       | Pont      | Össz.     | Hely.     | Idő      | Pont     | Össz.    | Hely.    | Idő      | Pont     | Össz.    | Hely.    | Idő      | Pont     | Össz.    | Helyezés |
| ---------- | ----------- | --------- | --------- | --------- | --------- | --------- | --------- | --------- | --------- | -------- | -------- | -------- | -------- | -------- | -------- | -------- | -------- | -------- | -------- | -------- | -------- |
| Marco Tadé | Férfi       | 25,03     | 59,49     | 74,48     | 15.       | 25,23     | 55,72     | 70,45     | 10.       | 24,48    | 58,99    | 74,71    | 18.      | kiesett  | kiesett  | kiesett  | kiesett  | kiesett  | kiesett  | kiesett  | 18.      |

Krossz
| Versenyző         | Versenyszám | Rangsorolás | Rangsorolás | Nyolcaddöntő | Negyeddöntő | Elődöntő | Döntő    | Helyezés                 |
| Versenyző         | Versenyszám | Idő         | Hely.       | Helyezés     | Helyezés    | Helyezés | Helyezés | Helyezés                 |
| ----------------- | ----------- | ----------- | ----------- | ------------ | ----------- | -------- | -------- | ------------------------ |
| Joos Berry        | Férfi       | 1:13,43     | 21.         | 2.           | 4.          | kiesett  | kiesett  | 16.                      |
| Romain Detraz     | Férfi       | 1:13,69     | 27.         | 3.           | kiesett     | kiesett  | kiesett  | 24.                      |
| Alex Fiva         | Férfi       | 1:11,94     | 1.          | 1.           | 1.          | 1.       | 2.       | 2. helyezett, ezüstérmes |
| Ryan Regez        | Férfi       | 1:12,44     | 7.          | 1.           | 1.          | 2.       | 1.       | 1. helyezett, aranyérmes |
| Talina Gantenbein | Női         | 1:18,31     | 9.          | 2.           | 3.          | kiesett  | kiesett  | 9.                       |
| Saskja Lack       | Női         | 1:19,21     | 13.         | 3.           | kiesett     | kiesett  | kiesett  | 18.                      |
| Fanny Smith       | Női         | 1:17,06     | 2.          | 1.           | 1.          | 2.       | 3.       | 3. helyezett, bronzérmes |

## Sífutás
Távolsági
Férfi
| Versenyző                                                | Versenyszám     | Klasszikus | Klasszikus | Szabad  | Szabad | Összesen  | Összesen |
| Versenyző                                                | Versenyszám     | Idő        | Hely.      | Idő     | Hely.  | Idő       | Helyezés |
| -------------------------------------------------------- | --------------- | ---------- | ---------- | ------- | ------ | --------- | -------- |
| Jonas Baumann                                            | 15 km           |            |            |         |        | 40:09,7   | 16.      |
| Jonas Baumann                                            | 30 km           | 41:05,0    | 14.        | 38:56,6 | 17.    | 1:20:32,5 | 15.      |
| Dario Cologna                                            | 15 km           |            |            |         |        | 41:39,9   | 44.      |
| Dario Cologna                                            | 50 km           |            |            |         |        | 1:13:31,1 | 14.      |
| Roman Furger                                             | 50 km           |            |            |         |        | 1:13:24,8 | 11.      |
| Candide Pralong                                          | 30 km           | 41:38,6    | 28.        | 39:03,5 | 20.    | 1:21:13,6 | 22.      |
| Candide Pralong                                          | 50 km           |            |            |         |        | 1:14:50,5 | 22.      |
| Jason Rüesch                                             | 15 km           |            |            |         |        | 42:29,8   | 53.      |
| Jason Rüesch                                             | 30 km           | 41:40,6    | 31.        | 40:27,5 | 27.    | 1:22:41,3 | 27.      |
| Jason Rüesch                                             | 50 km           |            |            |         |        | 1:14:48,4 | 17.      |
| Dario Cologna Jonas Baumann Candide Pralong Roman Furger | 4 × 10 km váltó |            |            |         |        | 2:00:13,3 | 7.       |

Női
| Versenyző                                                       | Versenyszám    | Klasszikus | Klasszikus | Szabad  | Szabad | Összesen  | Összesen |
| Versenyző                                                       | Versenyszám    | Idő        | Hely.      | Idő     | Hely.  | Idő       | Helyezés |
| --------------------------------------------------------------- | -------------- | ---------- | ---------- | ------- | ------ | --------- | -------- |
| Nadine Fähndrich                                                | 10 km          |            |            |         |        | 30:23,8   | 22.      |
| Lydia Hiernickel                                                | 15 km          | 25:06,6    | 41.        | 23:15,5 | 24.    | 48:59,0   | 32.      |
| Lydia Hiernickel                                                | 30 km          |            |            |         |        | 1:32:12,3 | 27.      |
| Nadja Kälin                                                     | 15 km          | 24:17,0    | 21.        | 23:08,4 | 21.    | 47:59,8   | 21.      |
| Nadja Kälin                                                     | 10 km          |            |            |         |        | 31:29,7   | 43.      |
| Anja Weber                                                      | 10 km          |            |            |         |        | 32:13,4   | 55.      |
| Laurien van der Graaff Nadine Fähndrich Nadja Kälin Alina Meier | 4 × 5 km váltó |            |            |         |        | 56:41,5   | 7.       |

Sprint
| Versenyző                               | Versenyszám         | Selejtező | Selejtező | Negyeddöntő | Negyeddöntő | Elődöntő | Elődöntő | Döntő    | Helyezés |
| Versenyző                               | Versenyszám         | Idő       | Hely.     | Idő         | Hely.       | Idő      | Hely.    | Idő      | Helyezés |
| --------------------------------------- | ------------------- | --------- | --------- | ----------- | ----------- | -------- | -------- | -------- | -------- |
| Valerio Grond                           | Férfi egyéni sprint | 2:53,17   | 24.       | 2:54,12     | 4.          | kiesett  | kiesett  | kiesett  | 18.      |
| Jovian Hediger                          | Férfi egyéni sprint | 2:52,47   | 20.       | 2:58,87     | 5.          | kiesett  | kiesett  | kiesett  | 22.      |
| Roman Schaad                            | Férfi egyéni sprint | 2:54,57   | 31.       | kiesett     | kiesett     | kiesett  | kiesett  | kiesett  | 31.      |
| Jonas Baumann Jovian Hediger            | Férfi csapatsprint  |           |           |             |             | 20:07,67 | 3.       | 20:04,35 | 8.       |
| Nadine Fähndrich                        | Női egyéni sprint   | 3:15,65   | 3.        | 3:16,51     | 1.          | 3:12,61  | 2.       | 3:16,89  | 5.       |
| Alina Meier                             | Női egyéni sprint   | 3:20,88   | 17.       | 3:21,12     | 3.          | kiesett  | kiesett  | kiesett  | 17.      |
| Laurien van der Graaff                  | Női egyéni sprint   | 3:23,03   | 27.       | 3:24,32     | 5.          | kiesett  | kiesett  | kiesett  | 24.      |
| Anja Weber                              | Női egyéni sprint   | 3:31,60   | 49.       | kiesett     | kiesett     | kiesett  | kiesett  | kiesett  | 49.      |
| Nadine Fähndrich Laurien van der Graaff | Női csapatsprint    |           |           |             |             | 23:30,86 | 4.       | 23:02,09 | 7.       |

## Síugrás
Férfi
| Versenyző                                                   | Versenyszám   | Selejtező | Selejtező | Selejtező | 1. ugrás | 1. ugrás | 1. ugrás | 2. ugrás | 2. ugrás | 2. ugrás | Összesítés | Összesítés |
| Versenyző                                                   | Versenyszám   | Táv       | Pont      | Hely.     | Táv      | Pont     | Hely.    | Táv      | Pont     | Hely.    | Pont       | Helyezés   |
| ----------------------------------------------------------- | ------------- | --------- | --------- | --------- | -------- | -------- | -------- | -------- | -------- | -------- | ---------- | ---------- |
| Simon Ammann                                                | Normálsánc    | 96,0      | 100,4     | 12.       | 101,0    | 123,7    | 25.      | 97,0     | 115,8    | 24.      | 239,5      | 25.        |
| Simon Ammann                                                | Nagysánc      | 121,5     | 109,9     | 24.       | 131,5    | 122,4    | 27.      | 132,5    | 129,0    | 20.      | 251,4      | 25.        |
| Gregor Deschwanden                                          | Normálsánc    | 96,5      | 106,4     | 7.        | 99,5     | 127,6    | 20.      | 99,0     | 123,2    | 16.      | 250,8      | 17.        |
| Gregor Deschwanden                                          | Nagysánc      | 119,0     | 104,8     | 29.       | 132,0    | 127,8    | 20.      | 131,5    | 126,4    | 24.      | 254,2      | 22.        |
| Killian Peier                                               | Normálsánc    | 93,0      | 92,8      | 20.       | 90,5     | 114,6    | 37.      | kiesett  | kiesett  | kiesett  | kiesett    | kiesett    |
| Killian Peier                                               | Nagysánc      | 113,5     | 94,8      | 39.       | 130,0    | 123,5    | 26.      | 129,0    | 122,0    | 27.      | 245,5      | 27.        |
| Dominik Peter                                               | Normálsánc    | 91,5      | 88,9      | 25.       | 95,5     | 116,0    | 35.      | kiesett  | kiesett  | kiesett  | kiesett    | kiesett    |
| Dominik Peter                                               | Nagysánc      | 115,0     | 98,4      | 34.       | 126,0    | 114,3    | 36.      | kiesett  | kiesett  | kiesett  | kiesett    | kiesett    |
| Simon Ammann Gregor Deschwanden Killian Peier Dominik Peter | Csapatverseny |           |           |           | 468,5    | 367,0    | 8.       | 488,0    | 424,5    | 7.       | 791,5      | 8.         |

## Snowboard
Akrobatika
Férfi
| Versenyző        | Versenyszám | Selejtező | Selejtező | Selejtező | Selejtező     | Selejtező | Döntő    | Döntő    | Döntő    | Döntő         | Helyezés                 |
| Versenyző        | Versenyszám | 1. futam  | 2. futam  | 3. futam  | Jobb eredmény | Hely.     | 1. futam | 2. futam | 3. futam | Jobb eredmény | Helyezés                 |
| ---------------- | ----------- | --------- | --------- | --------- | ------------- | --------- | -------- | -------- | -------- | ------------- | ------------------------ |
| Jonas Bösiger    | Big air     | 60,00     | 9,50      | 15,75     | 75,75         | 27.       | kiesett  | kiesett  | kiesett  | kiesett       | 27.                      |
| Jonas Bösiger    | Slopestyle  | 40,11     | 17,58     |           | 40,11         | 25.       | kiesett  | kiesett  | kiesett  | kiesett       | 25.                      |
| Nicolas Huber    | Big air     | 64,25     | 75,00     | 24,75     | 139,25        | 14.       | kiesett  | kiesett  | kiesett  | kiesett       | 14.                      |
| Nicolas Huber    | Slopestyle  | 50,46     | 54,58     |           | 54,58         | 20.       | kiesett  | kiesett  | kiesett  | kiesett       | 20.                      |
| Patrick Burgener | Halfpipe    | 70,75     | 73,00     |           | 73,00         | 11.       | 54,50    | 5,75     | 69,50    | 69,50         | 11.                      |
| David Hablützel  | Halfpipe    | 15,50     | 14,00     |           | 15,50         | 24.       | kiesett  | kiesett  | kiesett  | kiesett       | 24.                      |
| Jan Scherrer     | Halfpipe    | 73,50     | 79,25     |           | 79,25         | 8.        | 70,50    | 87,25    | 7,50     | 87,25         | 3. helyezett, bronzérmes |

Női
| Versenyző      | Versenyszám | Selejtező | Selejtező | Selejtező | Selejtező     | Selejtező | Döntő    | Döntő    | Döntő    | Döntő         | Helyezés |
| Versenyző      | Versenyszám | 1. futam  | 2. futam  | 3. futam  | Jobb eredmény | Hely.     | 1. futam | 2. futam | 3. futam | Jobb eredmény | Helyezés |
| -------------- | ----------- | --------- | --------- | --------- | ------------- | --------- | -------- | -------- | -------- | ------------- | -------- |
| Ariane Burri   | Big air     | 57,75     | 18,75     | 27,25     | 85,00         | 23.       | kiesett  | kiesett  | kiesett  | kiesett       | 23.      |
| Ariane Burri   | Slopestyle  | 33,15     | 65,55     |           | 65,55         | 12.       | 21,40    | 24,01    | 18,86    | 24,01         | 12.      |
| Bianca Gisler  | Big air     | 50,00     | 63,50     | 63,75     | 127,25        | 13.       | kiesett  | kiesett  | kiesett  | kiesett       | 13.      |
| Bianca Gisler  | Slopestyle  | 40,35     | 38,43     |           | 40,35         | 20.       | kiesett  | kiesett  | kiesett  | kiesett       | 20.      |
| Berenice Wicki | Halfpipe    | 71,50     | 40,50     |           | 71,50         | 8.        | 76,25    | 74,75    | 11,25    | 76,25         | 7.       |

Parallel giant slalom
| Versenyző       | Versenyszám | Selejtező | Selejtező | Nyolcaddöntő                        | Negyeddöntő       | Elődöntő          | Döntő             | Helyezés |
| Versenyző       | Versenyszám | Idő       | Hely.     | Ellenfél Eredmény                   | Ellenfél Eredmény | Ellenfél Eredmény | Ellenfél Eredmény | Helyezés |
| --------------- | ----------- | --------- | --------- | ----------------------------------- | ----------------- | ----------------- | ----------------- | -------- |
| Gian Casanova   | Férfi       | 1:25,13   | 28.       | kiesett                             | kiesett           | kiesett           | kiesett           | 28.      |
| Dario Caviezel  | Férfi       | 1:22,35   | 14.       | Andreas Prommegger (AUT) · V +0,16  | kiesett           | kiesett           | kiesett           | 14.      |
| Nevin Galmarini | Férfi       | 1:23,44   | 21.       | kiesett                             | kiesett           | kiesett           | kiesett           | 21.      |
| Ladina Jenny    | Női         | 1:28,98   | 17.       | kiesett                             | kiesett           | kiesett           | kiesett           | 17.      |
| Jessica Keiser  | Női         | 1:47,15   | 28.       | kiesett                             | kiesett           | kiesett           | kiesett           | 28.      |
| Patrizia Kummer | Női         | 1:28,48   | 12.       | Julia Dujmovits (AUT) · V +0,20     | kiesett           | kiesett           | kiesett           | 14.      |
| Julie Zogg      | Női         | 1:28,40   | 11.       | Carolin Langenhorst (GER) · V +0,08 | kiesett           | kiesett           | kiesett           | 13.      |

Snowboard cross
| Versenyző                   | Versenyszám | Rangsorolás | Rangsorolás | Nyolcaddöntő | Negyeddöntő | Elődöntő | Döntő       | Helyezés |
| Versenyző                   | Versenyszám | Idő         | Hely.       | Helyezés     | Helyezés    | Helyezés | Helyezés    | Helyezés |
| --------------------------- | ----------- | ----------- | ----------- | ------------ | ----------- | -------- | ----------- | -------- |
| Kalle Koblet                | Férfi       | 1:18,94     | 22.         | 3.           | kiesett     | kiesett  | kiesett     | 23.      |
| Lara Casanova               | Női         | 1:24,12     | 17.         | 3.           | kiesett     | kiesett  | kiesett     | 20.      |
| Sophie Hediger              | Női         | 1:25,14     | 15.         | 3.           | kiesett     | kiesett  | kiesett     | 19.      |
| Sina Siegenthaler           | Női         | 1:26,62     | 28.         | 2.           | 4.          | kiesett  | kiesett     | 16.      |
| Kalle Koblet Sophie Hediger | Vegyes      |             |             |              | 2.          | 4.       | Kisdöntő 3. | 7.       |

## Szánkó
| Versenyző    | Versenyszám | 1. futam | 1. futam | 2. futam | 2. futam | 3. futam | 3. futam | 4. futam | 4. futam | Összesítés | Összesítés |
| Versenyző    | Versenyszám | Idő      | Hely.    | Idő      | Hely.    | Idő      | Hely.    | Idő      | Hely.    | Idő        | Helyezés   |
| ------------ | ----------- | -------- | -------- | -------- | -------- | -------- | -------- | -------- | -------- | ---------- | ---------- |
| Natalie Maag | Női egyes   | 59,018   | 11.      | 59,117   | 13.      | 58,913   | 14.      | 58,892   | 10.      | 3:55,940   | 9.         |

## Szkeleton
| Versenyző    | Versenyszám | 1. futam | 1. futam | 2. futam | 2. futam | 3. futam | 3. futam | 4. futam | 4. futam | Összesítés | Összesítés |
| Versenyző    | Versenyszám | Idő      | Hely.    | Idő      | Hely.    | Idő      | Hely.    | Idő      | Hely.    | Idő        | Helyezés   |
| ------------ | ----------- | -------- | -------- | -------- | -------- | -------- | -------- | -------- | -------- | ---------- | ---------- |
| Basil Sieber | Férfi       | 1:01,95  | 21.      | 1:02,16  | 22.      | 1:02,72  | 25.      | kiesett  | kiesett  | 3:06,83    | 22.        |